# Liste der Biografien/Schmit
Liste der Biografien |
Portal Biografien |
Personensuche
# |
A |
B |
C |
D |
E |
F |
G |
H |
I |
J |
K |
L |
M |
N |
O |
P |
Q |
R |
S |
T |
U |
V |
W |
X |
Y |
Z |
?
 
Sa |
Sb |
Sc |
Sd |
Se |
Sf |
Sg |
Sh |
Si |
Sj |
Sk |
Sl |
Sm |
Sn |
So |
Sp |
Sq |
Sr |
Ss |
St |
Su |
Sv |
Sw |
Sy |
Sz
 
Sca–Sce |
Sch |
Sci–Scz
 
Scha |
Schc |
Schd |
Sche |
Schg |
Schi |
Schj |
Schk |
Schl |
Schm |
Schn |
Scho |
Schp |
Schr |
Schs |
Scht |
Schu |
Schv |
Schw |
Schy
 
Schma |
Schme |
Schmi |
Schmo |
Schmu |
Schmy
 
Schmic |
Schmid |
Schmie |
Schmig |
Schmik |
Schmil |
Schmin |
Schmir |
Schmis |
Schmit
Die Liste der Biografien führt alle Personen auf, die in der deutschsprachigen Wikipedia einen Artikel haben. Dieses ist eine Teilliste mit 753 Einträgen von Personen, deren Namen mit den Buchstaben „Schmit“ beginnt.

## Schmit
- Schmit, Camille (1908–1976), belgischer Komponist
- Schmit, Charlotte (* 2006), luxemburgische Fußballspielerin
- Schmit, Jean (1931–2010), luxemburgischer Radrennfahrer
- Schmit, Johannes Maria (* 1981), deutscher Theatermacher
- Schmit, Joseph, US-amerikanischer Filmtechniker, Erfinder und Filmschaffender
- Schmit, Leila (* 2006), luxemburgische Fußballspielerin
- Schmit, Lydie (1939–1988), luxemburgische Politikerin (LSAP), Mitglied der Chambre, MdEP
- Schmit, Nicolas (* 1953), luxemburgischer Politiker
- Schmit, Roman (1935–2020), deutscher Politiker (SPD) und Rechnungshofpräsident
- Schmit, Sophie, französische Filmeditorin
- Schmit, Timothy B. (* 1947), US-amerikanischer Musiker, Bassist und SängerTimothy B. Schmit (* 1947)

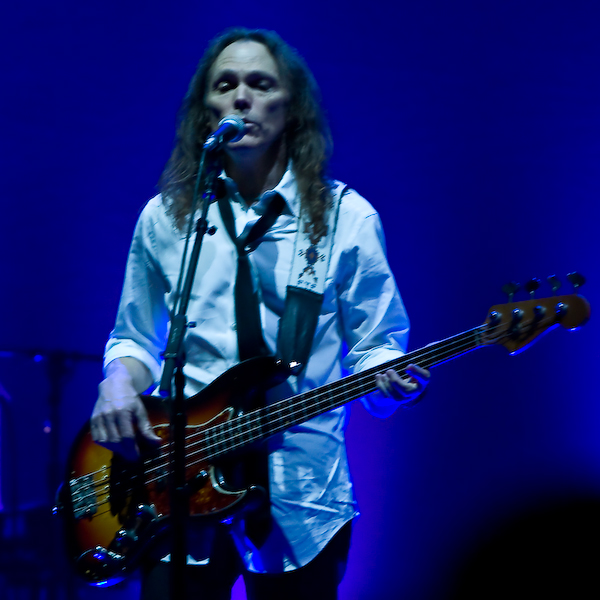
Timothy B. Schmit (* 1947)

- Schmit, Tomas (1943–2006), deutscher Maler, Zeichner, Objektkünstler und Schriftsteller

### Schmite
- Schmiterlöw, Bertram (1920–2002), schwedischer Maler, Grafiker, Zeichner und Bildhauer
- Schmiterlow, Christian († 1604), deutscher lateinischer Dichter
- Schmiterlöw, Erik von (1882–1964), deutscher Heimatforscher und Sammler
- Schmiterlöw, Vera (1904–1987), schwedische Schauspielerin

### Schmitg
- Schmitgen, Georg (1856–1903), deutscher Landschaftsmaler

### Schmith
- Schmith, Jørgen Haagen (1910–1944), dänischer Widerstandskämpfer
- Schmith, Lucienne (1926–2022), französische Skirennläuferin
- Schmithals, Hans (1878–1964), deutscher Künstler, Kunstgewerbler und Autor
- Schmithals, Jost (* 1959), deutscher Kirchenmusiker, Chorleiter und Organist
- Schmithals, Nelli (1880–1975), deutsche Fotografin
- Schmithals, Walter (1923–2009), deutscher evangelischer Theologe, Neutestamentler
- Schmithausen, Lambert (* 1939), deutscher Indologe
- Schmithüsen, Franz (1940–2015), deutscher Forstwissenschaftler
- Schmithüsen, Josef (1909–1984), deutscher Geograph

### Schmits
- Schmits, Georges (1934–2015), belgischer Lehrer, Romanist und Kunsthistoriker
- Schmits, Julius (1855–1916), deutscher Kunstsammler und Mäzen, Stadtverordneter und Stofffabrikant
- Schmits, Julius Adolf (1825–1899), deutscher Stofffabrikant
- Schmitson, Anon, deutscher Eiskunstläufer
- Schmitson, Teutwart (1830–1863), deutsch-österreichischer Genre- und Tiermaler

### Schmitt

#### Schmitt G
- Schmitt Glaeser, Walter (1933–2024), deutscher Jurist, Politiker (CSU), Präsident des Bayerischen Senats (1994–1996)
- Schmitt Gran, Frauke (* 1969), deutsche Orientierungsläuferin

#### Schmitt P
- Schmitt Pantel, Pauline (* 1947), französische Althistorikerin

#### Schmitt, A – Schmitt, W

##### Schmitt, A
- Schmitt, Aaron W. (* 1980), deutscher Vorderasiatischer Archäologe
- Schmitt, Adalbert (1932–2005), deutscher Unternehmer und Gastronom
- Schmitt, Adam (1904–1982), deutscher Politiker (SPD), MdL
- Schmitt, Adam (1914–1984), deutscher Fußballspieler und -trainer
- Schmitt, Adam Joseph (1855–1928), deutscher Jurist und Politiker (Zentrum), MdR
- Schmitt, Adolf (1865–1938), deutscher Chirurg
- Schmitt, Adolf (1905–1976), deutscher Missionar und römisch-katholischer Bischof von Bulawayo in Simbabwe
- Schmitt, Adolf (1923–2014), deutscher Landschaftsarchitekt
- Schmitt, Agnes (1600–1650), Opfer der Hexenverfolgungen in Friesenhagen
- Schmitt, Al (1930–2021), US-amerikanischer Tontechniker und Musikproduzent
- Schmitt, Alain (* 1983), französischer Judoka
- Schmitt, Albert (1871–1948), deutscher Moral- und Pastoraltheologe
- Schmitt, Albert (1894–1970), deutscher Benediktiner, Abt des Benediktinerklosters Grüssau und der Benediktinerabtei Grüssau in Bad Wimpfen
- Schmitt, Alexandra (1861–1941), deutsche Schauspielerin
- Schmitt, Alfred (1888–1976), deutscher Sprachwissenschaftler, Phonetiker und Schriftforscher
- Schmitt, Alfred (1907–1973), französischer Astronom
- Schmitt, Allison (* 1990), US-amerikanische Schwimmerin
- Schmitt, Alois Georg (1827–1902), deutscher Komponist und Hofkapellmeister
- Schmitt, Aloys (1788–1866), deutscher Komponist, Pianist und Musikpädagoge
- Schmitt, Alphonse (1875–1912), deutscher Organist und Komponist
- Schmitt, Amati (* 1995), französischer Jazzmusiker (Gitarre)
- Schmitt, Andrea (* 1988), deutsche Fernsehschauspielerin
- Schmitt, Andreas (* 1961), deutscher BüttenrednerAndreas Schmitt (* 1961)

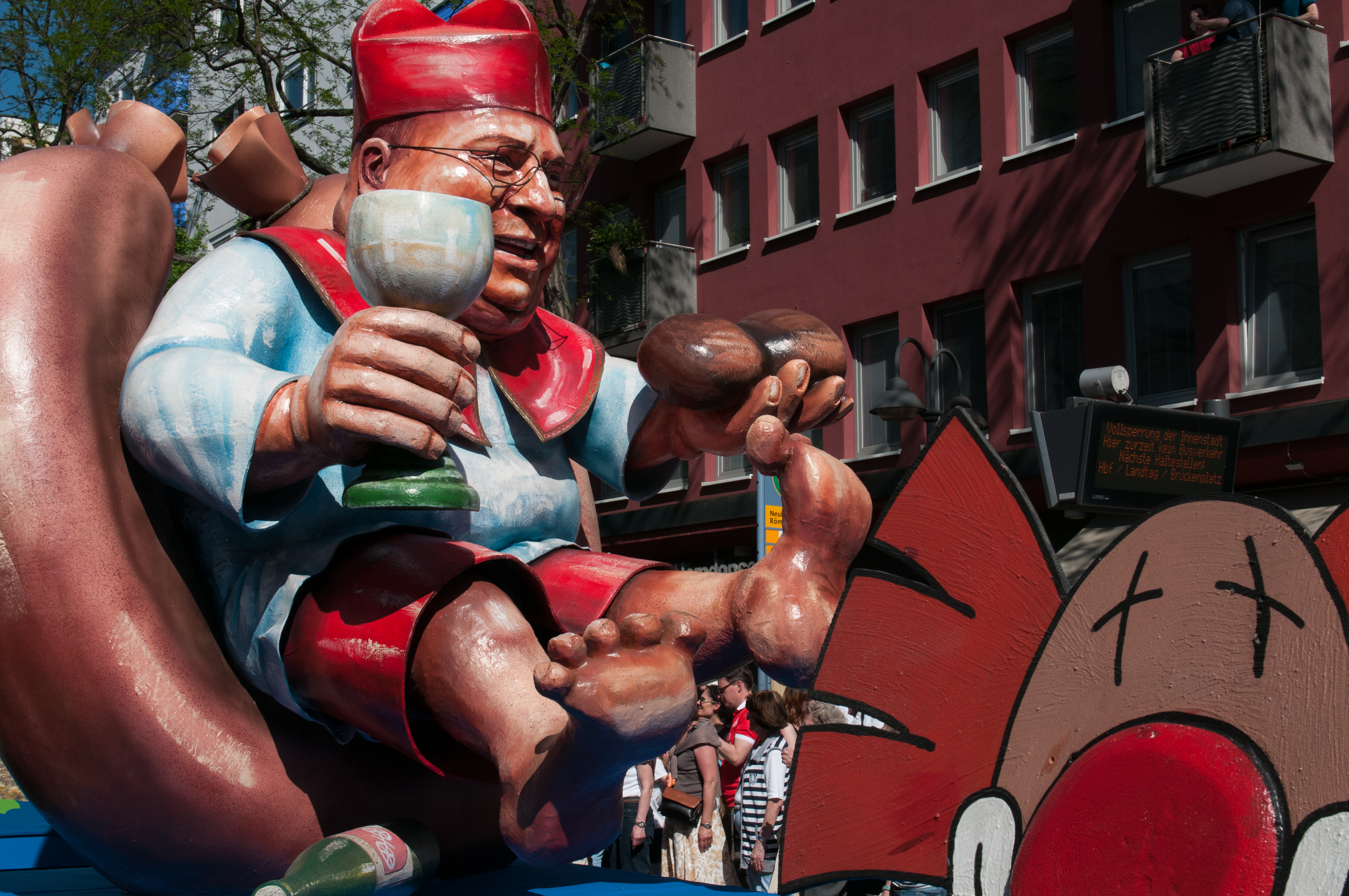
Andreas Schmitt (* 1961)

- Schmitt, Anna-Sophie (* 2004), deutsche Leichtathletin
- Schmitt, Annegrit (1929–2021), deutsche Kunsthistorikerin
- Schmitt, Ansgar (1910–1945), sudetendeutscher römisch-katholischer Ordensmann, Geistlicher und Märtyrer
- Schmitt, Anton († 1916), deutscher Bootsmannsmaat im Ersten Weltkrieg
- Schmitt, Anton (1896–1965), deutscher Unternehmer, Kommunalpolitiker und Autor
- Schmitt, Arbogast (* 1943), deutscher Altphilologe
- Schmitt, Armin (1934–2006), deutscher katholischer Theologe und Hochschullehrer
- Schmitt, Arnd (* 1965), deutscher Degenfechter und Olympiasieger
- Schmitt, Arne (* 1972), deutscher Pianist
- Schmitt, Arne (* 1984), deutscher Fotograf
- Schmitt, Arnold (1954–2023), deutscher Politiker (CDU), MdL
- Schmitt, Arthur (1910–1989), deutscher Kunstturner
- Schmitt, Artur (1888–1972), deutscher Militär, Generalleutnant der Wehrmacht, Politiker (NPD), MdL
- Schmitt, Astrid (* 1959), deutsche Politikerin (SPD), MdL
- Schmitt, August Ludwig (1882–1936), deutscher Maler und Grafiker
- Schmitt, Axel (* 1981), deutscher Bäckermeister, Brot-Sommelier, Konditor und DozentAxel Schmitt (* 1981)

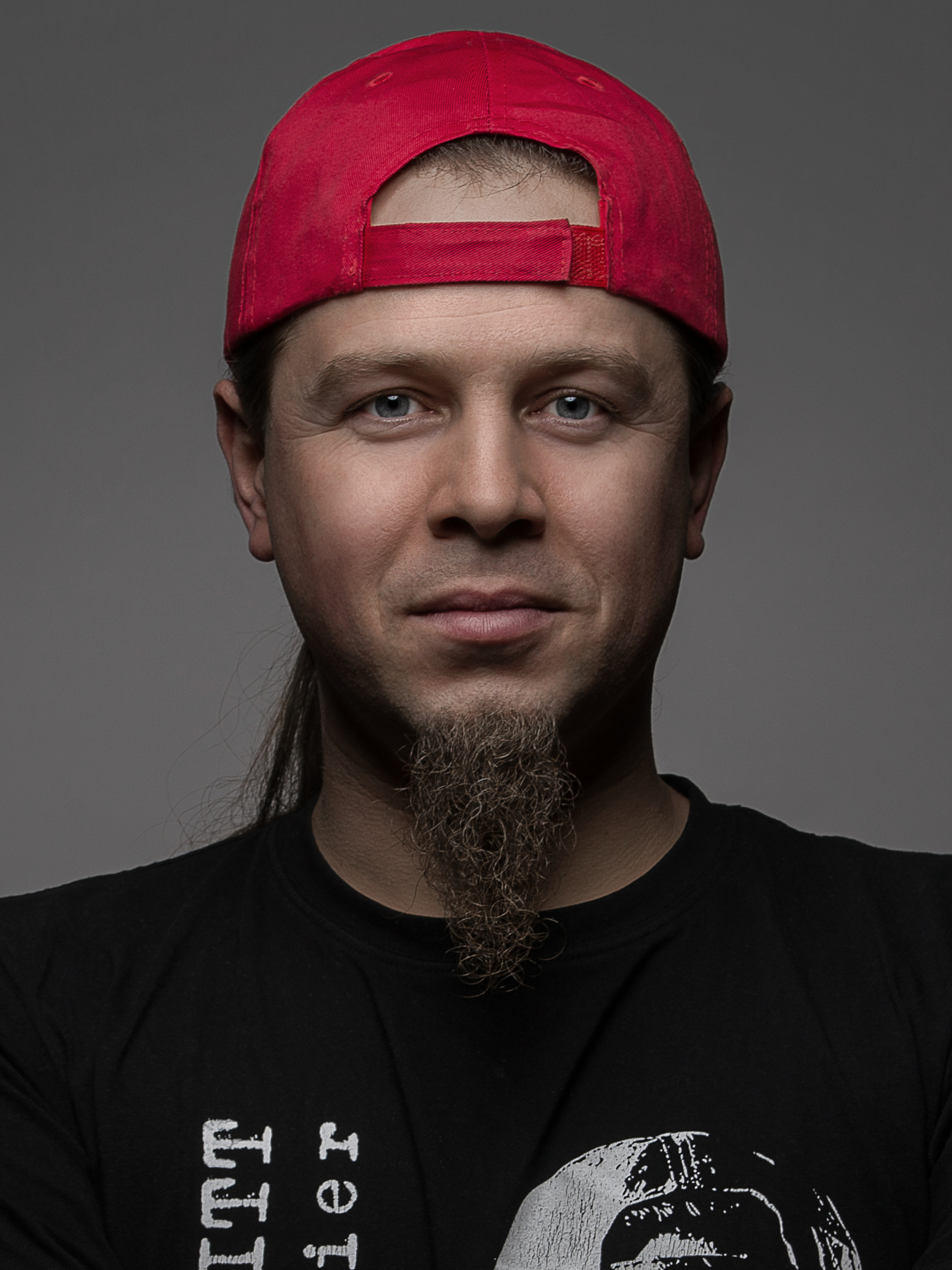
Axel Schmitt (* 1981)

##### Schmitt, B
- Schmitt, Balthasar (1858–1942), deutscher Bildhauer, Medailleur und Hochschullehrer
- Schmitt, Barbara, deutsche Juristin
- Schmitt, Bernadotte Everly (1886–1969), US-amerikanischer Historiker
- Schmitt, Bernard W. (1928–2011), US-amerikanischer Geistlicher und römisch-katholischer Bischof von Wheeling
- Schmitt, Bernd (* 1957), deutscher Wirtschaftswissenschaftler
- Schmitt, Bernhard (1955–2018), deutscher Fotograf und Künstler
- Schmitt, Bertram (* 1958), deutscher Jurist, Richter am Bundesgerichtshof und Honorarprofessor an der Universität Würzburg

##### Schmitt, C
- Schmitt, Caner (* 1988), deutsch-türkischer Fußballspieler
- Schmitt, Carl (1888–1985), deutscher Staatsrechtler und PhilosophCarl Schmitt (1888–1985)

Carl Schmitt (1888–1985)

- Schmitt, Carl (1889–1989), US-amerikanischer Maler, Radierer, Zeichner und Kunsttheoretiker
- Schmitt, Carl (* 1963), deutscher Filmproduzent und Drehbuchautor
- Schmitt, Carlos (1919–2006), brasilianischer Ordensgeistlicher und Bischof von Dourados
- Schmitt, Caroline (* 1992), deutsche Journalistin und Schriftstellerin
- Schmitt, Charles B. (1933–1986), US-amerikanischer und britischer Philosophiehistoriker
- Schmitt, Charlotte (1909–1989), deutsche Juristin, Richterin am Bundesverwaltungsgericht
- Schmitt, Christian (1944–2022), deutscher Romanist
- Schmitt, Christian (* 1976), deutscher Organist
- Schmitt, Christian (* 1981), deutscher Politiker (FDP, parteilos), MdL
- Schmitt, Christian (* 1982), deutscher Journalist und Koch
- Schmitt, Christine (* 1953), deutsche Gerätturnerin
- Schmitt, Christoph (* 1956), deutscher Volkskundler und Hochschullehrer
- Schmitt, Cläre (1915–2008), deutsche Politikerin (CDU), MdB
- Schmitt, Cornel (1874–1958), deutscher Pädagoge und Komponist von Kinder- und Chorliedern

##### Schmitt, D
- Schmitt, D. W. (* 1960), deutscher Autor von Science-Fiction
- Schmitt, Daniela (* 1972), deutsche Politikerin (FDP)Daniela Schmitt (* 1972)

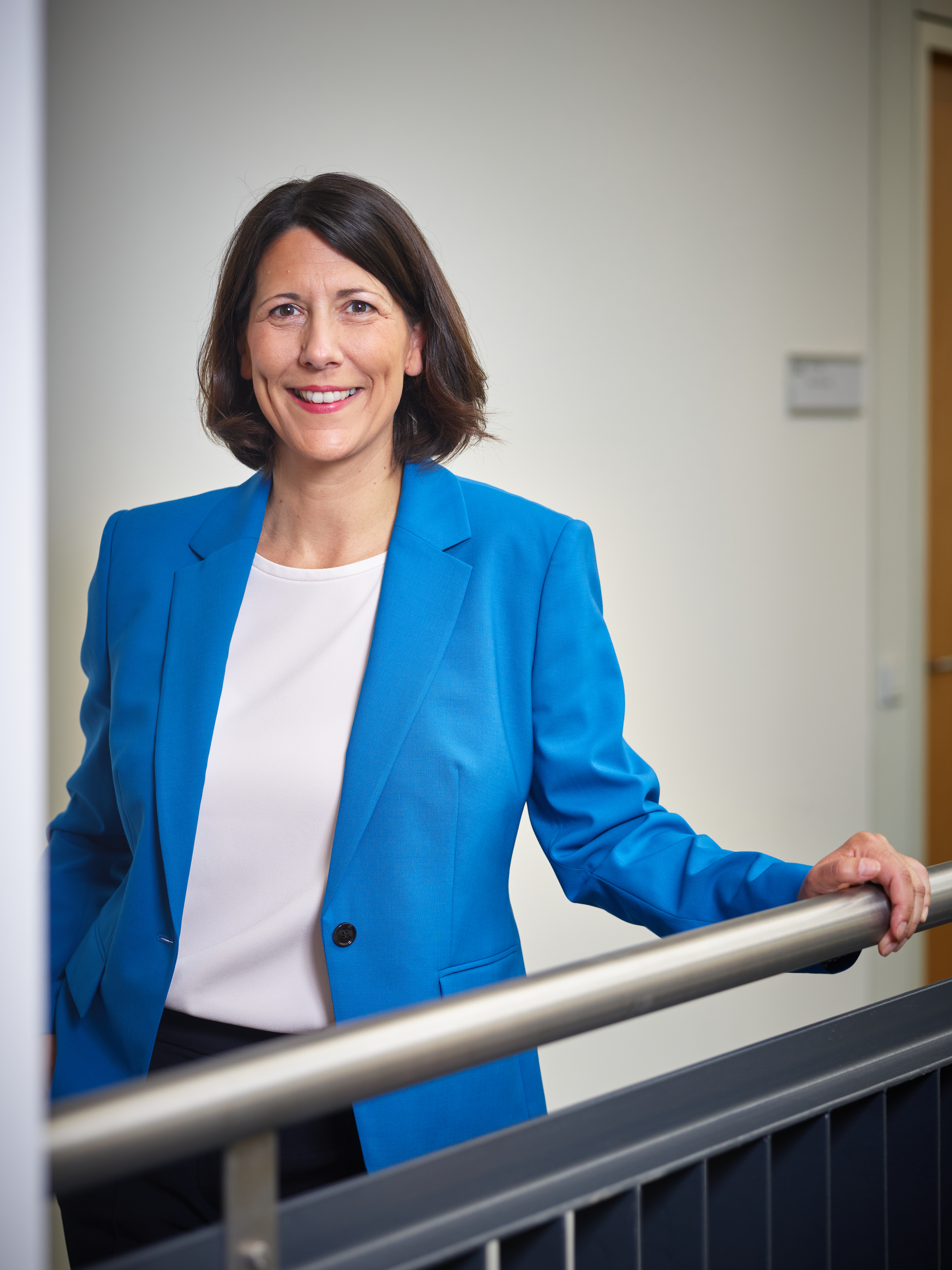
Daniela Schmitt (* 1972)

- Schmitt, Dieter (1924–2013), deutscher Rekordflieger und Ferrypilot
- Schmitt, Dieter (* 1940), deutscher Fechter, deutscher Meister und Olympiateilnehmer
- Schmitt, Dieter (* 1944), deutscher Politiker (CDU), MdL
- Schmitt, Dominik (* 1983), deutscher Künstler
- Schmitt, Dorado (* 1957), französischer Jazzmusiker

##### Schmitt, E
- Schmitt, Eberhard (* 1939), deutscher Historiker
- Schmitt, Edgar (* 1963), deutscher Fußballspieler und -trainer
- Schmitt, Edmond (* 1927), luxemburgischer Journalist und Schriftsteller
- Schmitt, Eduard (1842–1913), böhmisch-deutscher Bauingenieur und Hochschullehrer
- Schmitt, Egon (* 1948), deutscher Fußballspieler
- Schmitt, Elisabeth (1891–1974), deutschamerikanische Juristin
- Schmitt, Else (1921–1995), deutsche Kommunalpolitikerin
- Schmitt, Emil (1858–1947), deutscher Volkskundler, Sprachwissenschafter und Geheimer Hofrat
- Schmitt, Emil (1891–1957), deutscher Polizeidirektor und SS-Führer
- Schmitt, Erhard (1908–1990), deutscher Ingenieur
- Schmitt, Eric (* 1975), US-amerikanischer Politiker (Republikaner)
- Schmitt, Eric P. (* 1959), US-amerikanischer Journalist
- Schmitt, Éric-Emmanuel (* 1960), französischer und belgischer Romancier, Dramatiker und FilmregisseurÉric-Emmanuel Schmitt (* 1960)

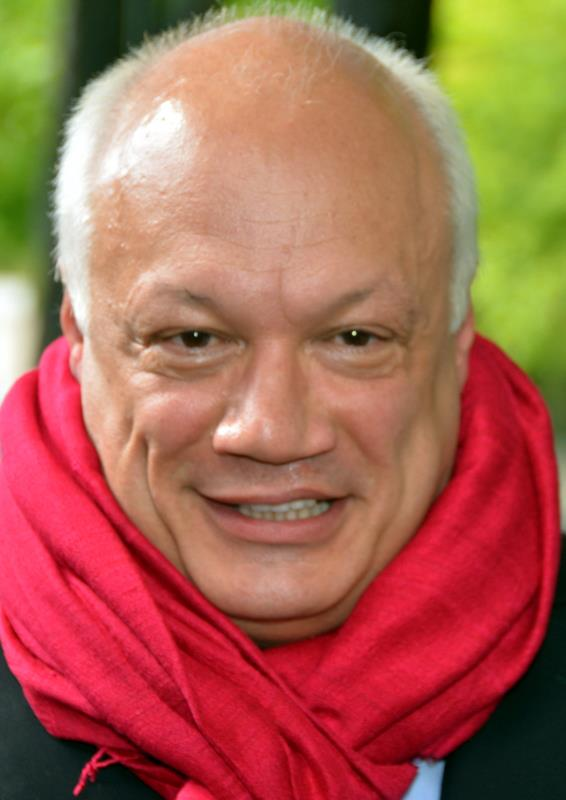
Éric-Emmanuel Schmitt (* 1960)

- Schmitt, Erich (1912–1979), Schweizer Feldhandballspieler
- Schmitt, Erich (1924–1984), deutscher Pressezeichner, Karikaturist, Cartoonist, Comiczeichner und Buchillustrator
- Schmitt, Erik (* 1980), deutscher Filmregisseur und Drehbuchautor
- Schmitt, Ernst (1879–1946), deutscher Diplomat und Schriftsteller
- Schmitt, Ernst (1896–1972), deutscher Politiker (NSDAP), MdR, MdL
- Schmitt, Eugen Heinrich (1851–1916), anarchistischer, pazifistischer und antiklerikaler Philosoph und Publizist
- Schmitt, Éva (* 1940), ungarische Badmintonspielerin

##### Schmitt, F
- Schmitt, Florent (1870–1958), französischer Komponist
- Schmitt, Francis Otto (1903–1995), US-amerikanischer Neurobiologe
- Schmitt, Franciscus Salesius (1894–1972), deutscher Benediktiner
- Schmitt, François-Joseph (1839–1904), französischer Missionar
- Schmitt, Frank (* 1968), deutscher Handballspieler und -trainer
- Schmitt, Frank (* 1968), deutscher Politiker (SPD), MdHB
- Schmitt, Franz (1816–1891), deutscher Maler der späten Romantik
- Schmitt, Franz (1842–1920), deutscher Hotelier, Mitglied des Provinziallandtages der Provinz Hessen-Nassau
- Schmitt, Franz (1862–1932), deutscher Politiker (SPD), MdR
- Schmitt, Franz (1865–1941), deutscher Politiker (BVP), MdR
- Schmitt, Franz (1897–1945), deutscher Politiker und Landrat
- Schmitt, Franz (* 1937), deutscher Ringer
- Schmitt, Franz (* 1940), deutscher Fußballspieler
- Schmitt, Franz Anselm (1908–1978), deutscher Bibliothekar und Philologe
- Schmitt, Friedrich (1812–1884), deutscher Sänger der Stimmlage Tenor und Gesangslehrer
- Schmitt, Friedrich (1866–1941), deutscher Politiker und Verwaltungsbeamter
- Schmitt, Friedrich Wilhelm Ferdinand (1823–1910), deutscher Schulmann, Pädagoge und Provinzialhistoriker

##### Schmitt, G
- Schmitt, Georg (1799–1876), deutscher Geheimer Regierungsrat und Mitglied der Badischen Ständeversammlung
- Schmitt, Georg (1821–1900), deutscher Komponist, Domorganist in Trier, Organist in St. Sulpice und St. Germain-des-Prés in ParisGeorg Schmitt (1821–1900)

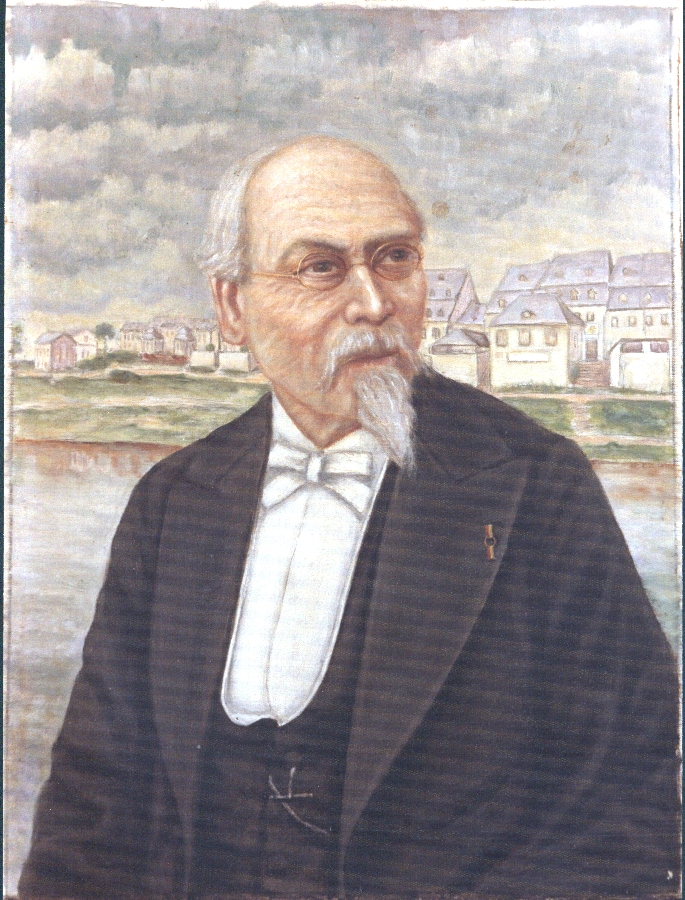
Georg Schmitt (1821–1900)

- Schmitt, Georg (1872–1940), deutscher Politiker (SPD) und Mitglied des Provinziallandtages der Provinz Hessen-Nassau
- Schmitt, Georg Friedrich (1859–1938), Gründer der Kunstgewerbliche Metallwarenfabrik Orion in Nürnberg
- Schmitt, Georg Joachim (* 1963), deutscher Künstler und Autor
- Schmitt, Georg Philipp (1808–1873), deutscher Kunstmaler
- Schmitt, Gerd (* 1949), deutscher Verwaltungsjurist, Direktor des Bundesrates
- Schmitt, Gerhard (1909–2000), deutscher Theologe und Pfarrer
- Schmitt, Gerhard (1933–2017), deutscher Sinologe
- Schmitt, Gottfried (1827–1908), deutscher Jurist
- Schmitt, Gottfried (1865–1919), deutscher Reichsgerichtsrat
- Schmitt, Gregor (1832–1908), deutscher Mediziner
- Schmitt, Guido Philipp (1834–1922), deutscher Maler
- Schmitt, Günter (* 1939), deutscher Politiker (CDU)
- Schmitt, Günter (* 1946), deutscher Architekt und Denkmalpfleger
- Schmitt, Gustav (1832–1905), Bezirksamtmann und Regierungsrat

##### Schmitt, H
- Schmitt, Hanno (* 1942), deutscher Pädagoge und Bildungshistoriker
- Schmitt, Hans (1835–1907), österreichischer Klavierpädagoge, Pianist und Komponist
- Schmitt, Hans (1912–1996), deutscher Bildhauer
- Schmitt, Hans (1924–1995), deutscher Pianist
- Schmitt, Hans (* 1946), deutscher Fußballspieler
- Schmitt, Hans Adolf (1921–2006), US-amerikanischer Historiker
- Schmitt, Hans Jürgen (1930–2014), deutscher Physiker
- Schmitt, Hans-Christoph (1941–2020), deutscher evangelischer Theologe und Alttestamentler
- Schmitt, Hans-Jürgen (* 1938), Übersetzer, Publizist, Literaturkritiker und Herausgeber
- Schmitt, Hans-Walter (* 1952), deutscher Unternehmer, Manager und Schachorganisator
- Schmitt, Hanspeter (* 1959), deutscher katholischer Theologe
- Schmitt, Harald (* 1948), deutscher Fotograf
- Schmitt, Harrison (* 1935), US-amerikanischer Astronaut, Geologe und PolitikerHarrison Schmitt (* 1935)

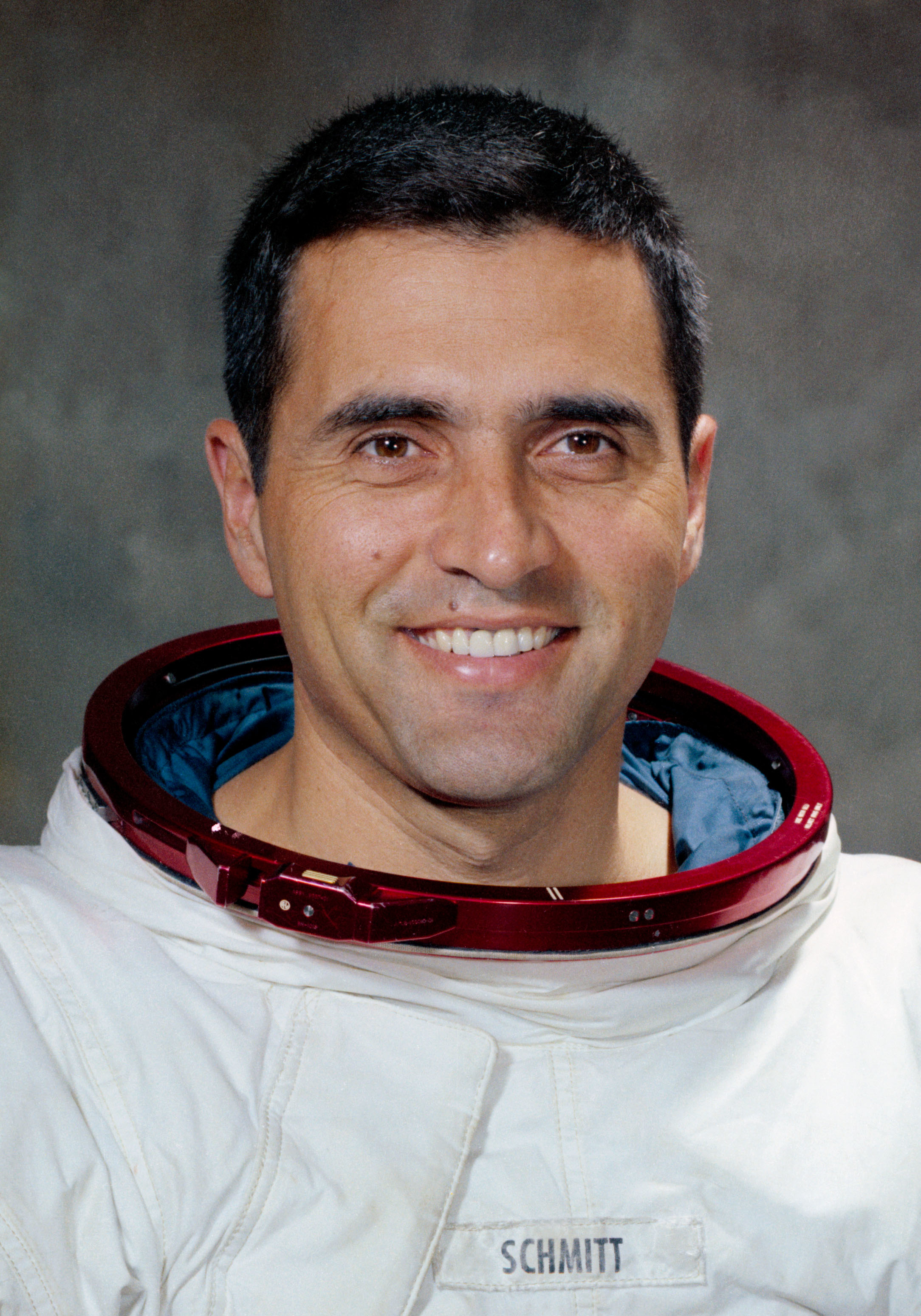
Harrison Schmitt (* 1935)

- Schmitt, Harry (1919–1999), deutscher KPD-Funktionär und Leiter der DKP-Militärorganisation
- Schmitt, Hatto H. (1930–2023), deutscher Althistoriker und Hochschullehrer
- Schmitt, Heidrun (* 1980), deutsche Umweltwissenschaftlerin und Politikerin (GAL), MdHB
- Schmitt, Heinrich (1895–1951), deutscher Politiker (KPD), MdR
- Schmitt, Heinrich (1899–1985), deutscher Architekt und Hochschullehrer
- Schmitt, Heinrich von (1744–1805), österreichischer Feldmarschallleutnant und Chef des Generalquartiermeisterstabes
- Schmitt, Heinz (1920–1980), deutscher Gewerkschafter und Politiker (SPD)
- Schmitt, Heinz (* 1933), deutscher Bibliothekar und Sachbuchautor
- Schmitt, Heinz (1937–2018), deutscher Fußballspieler
- Schmitt, Heinz (* 1951), deutscher Politiker (SPD), MdB
- Schmitt, Hélène, französische Violinistin im Bereich historische Aufführungspraxis
- Schmitt, Helma (* 1931), deutsche Politikerin (CDU), MdL
- Schmitt, Henri (1926–1982), Schweizer Politiker (FDP)
- Schmitt, Hermann (1855–1940), deutscher Architekt
- Schmitt, Hermann (1863–1943), deutscher Richter und Ministerialbeamter in Bayern
- Schmitt, Hermann (1874–1932), sächsischer Reichskommissar
- Schmitt, Hermann (1888–1974), deutscher Gymnasiallehrer, Kirchenhistoriker und Heimatforscher
- Schmitt, Hermann Joseph (1896–1964), deutscher Geistlicher und Politiker (Zentrum), MdR
- Schmitt, Herry (* 1957), deutscher Pianist, Komponist, Arrangeur und Musikproduzent
- Schmitt, Hilmar (* 1942), deutscher Politiker (SPD), MdL
- Schmitt, Horst (1925–1989), deutscher Politiker (SEW) und SED-Funktionär

##### Schmitt, I
- Schmitt, Ingo (1933–2020), deutscher Komponist, Hochschullehrer
- Schmitt, Ingo (* 1957), deutscher Politiker (CDU), MdA, MdB, MdEP

##### Schmitt, J
- Schmitt, Jacob (1803–1853), deutscher Komponist und Klavierlehrer
- Schmitt, Jakob (1834–1915), deutscher römisch-katholischer Theologe und Domkapitular in Freiburg
- Schmitt, Jakob (1860–1929), deutscher Landwirt, Mitglied des Preußischen Abgeordnetenhauses, Mitglied des Provinziallandtages der Provinz Hessen-Nassau
- Schmitt, Jakob (1865–1930), deutscher Theologe und Politiker (Zentrum), MdL
- Schmitt, Jakob (1882–1954), deutscher Landwirt und Politiker (CNBL), MdL
- Schmitt, Jakob (1891–1955), deutscher kriegsblinder Bildhauer
- Schmitt, Janine (* 2000), Schweizer Skirennfahrerin
- Schmitt, Jean-Claude (* 1946), französischer Mediävist
- Schmitt, Joachim (* 1960), deutscher Rechtswissenschaftler
- Schmitt, Jochem (1950–2014), deutscher Rechtswissenschaftler und Universitätsprofessor
- Schmitt, Jochen, deutscher Basketballspieler
- Schmitt, Johann (1815–1893), Landtagsabgeordneter Großherzogtum Hessen
- Schmitt, Johann (1823–1899), Bürgermeister und Abgeordneter
- Schmitt, Johann (1825–1898), deutsch-amerikanischer Kirchenmaler
- Schmitt, Johann (1845–1906), deutscher Politiker
- Schmitt, Johann Baptist Anton (1775–1840), deutscher Forstwissenschaftler
- Schmitt, Johannes (1853–1920), deutscher Gutsbesitzer und Politiker (NLP), MdR
- Schmitt, Johannes (1943–2003), deutscher Leichtathlet und Olympiateilnehmer
- Schmitt, Johannes Ludwig (1896–1963), deutscher Mediziner, Politiker (Schwarze Front) und politischer Aktivist
- Schmitt, John (1901–1991), US-amerikanischer Ruderer
- Schmitt, Jörg (* 1967), deutscher Journalist und Redakteur
- Schmitt, Josef (1874–1939), deutscher Jurist und Politiker (Zentrum), MdR
- Schmitt, Josef (1875–1945), deutscher Rechtsanwalt
- Schmitt, Josef (1908–1980), deutscher Fußballspieler
- Schmitt, Josef (1921–1996), deutscher Politiker (CDU), MdB
- Schmitt, Josef von (1817–1890), deutscher Jurist und zuletzt Präsident des Oberlandesgerichts Augsburg
- Schmitt, Josef von (1838–1907), deutscher Landgerichtspräsident, Ehrenbürger der Stadt Bamberg
- Schmitt, Joseph († 1791), deutscher Komponist und Musikverleger
- Schmitt, Joseph (1882–1967), deutscher Politiker (CDU), MdB
- Schmitt, Joseph (1908–1998), deutscher Jurist
- Schmitt, Joseph Damian (1858–1939), deutscher katholischer Theologe; Bischof von Fulda
- Schmitt, Joseph William (1916–2017), US-amerikanischer Raumanzugtechniker für das bemannte Raumfahrtprogramm der NASA
- Schmitt, Julia (* 1969), deutsche Schauspielerin
- Schmitt, Julia Stephanie (* 1993), deutsche Schauspielerin
- Schmitt, Julie (1913–2002), deutsche Kunstturnerin
- Schmitt, Jürgen (* 1949), deutscher Maler, Fotograf, Komponist und Schlagersänger

##### Schmitt, K
- Schmitt, Karl (1795–1878), deutscher Provinzialdirektor und Abgeordneter
- Schmitt, Karl (1890–1954), Gewerkschafter und Abgeordneter
- Schmitt, Karl (1903–1964), deutscher römisch-katholischer Theologe und Professor für Praktische Theologie
- Schmitt, Karl (* 1944), deutscher Politikwissenschaftler
- Schmitt, Karl Georg Friedrich (1804–1890), deutscher evangelischer Geistlicher und Ehrenbürger der Stadt Mainz
- Schmitt, Karl Philipp (1826–1909), deutscher Musiker und Gründer der Akademie für Tonkunst (Darmstadt)
- Schmitt, Karlheinz (* 1970), deutscher Schauspieler
- Schmitt, Katharina (* 1979), deutsche Dramatikerin und Theaterregisseurin
- Schmitt, Kerstin (* 1984), deutsche Künstlerin
- Schmitt, Klaus (* 1955), deutscher Künstler, Maler und Grafiker
- Schmitt, Konrad von der (1887–1951), deutscher Politiker (KPD), MdL
- Schmitt, Kurt (1886–1950), deutscher Wirtschaftsführer und ReichswirtschaftsministerKurt Schmitt (1886–1950)

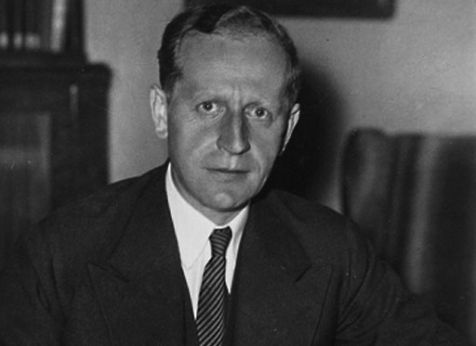
Kurt Schmitt (1886–1950)

- Schmitt, Kurt (1924–1992), deutscher Pianist

##### Schmitt, L
- Schmitt, Laura (* 1985), deutsche Handballspielerin
- Schmitt, Leo Stefan (* 1952), deutscher Politiker (Die Linke), MdL
- Schmitt, Leopold, deutscher Jurist und Kommunalpolitiker
- Schmitt, Lorenz (1936–2018), deutscher Fußballspieler
- Schmitt, Lothar (* 1956), deutscher Jurist
- Schmitt, Lothar Michael (1931–2011), deutscher Dramaturg, Regisseur, Synchronautor und Synchronregisseur
- Schmitt, Ludwig (1810–1871), Generalstaatsprokurator der Pfalz
- Schmitt, Ludwig (* 1871), deutscher Landrat
- Schmitt, Ludwig (1884–1973), deutscher Landrat
- Schmitt, Ludwig (1900–1978), deutscher Agrikulturchemiker
- Schmitt, Ludwig (* 1910), deutscher Fußballspieler
- Schmitt, Ludwig Erich (1908–1994), deutscher Germanist und Universitätsprofessor
- Schmitt, Lutz (* 1967), deutscher Biochemiker und Hochschullehrer

##### Schmitt, M
- Schmitt, Manfred (* 1950), deutscher Unternehmer (ESCOM)
- Schmitt, Manfred (* 1954), deutscher Psychologe und Hochschullehrer
- Schmitt, Manfred (* 1959), deutscher Molekular- und Zellbiologe, ehemaliger Präsident der Universität des Saarlandes
- Schmitt, Manuel (* 1980), deutscher Regisseur, Drehbuchautor, Programmierer, Spieleentwickler, Blogger, Komponist, Hörspielsprecher, Autor und ehemaliger Verfasser von Videos über Computerspiele
- Schmitt, Manuel (* 1988), deutscher Opernregisseur, Theaterregisseur und Filmemacher
- Schmitt, Marion (* 1959), deutsche Schriftstellerin
- Schmitt, Mark Francis (1923–2011), römisch-katholischer Bischof von Marquette
- Schmitt, Markus (* 1965), deutscher Komponist
- Schmitt, Markus (* 1966), deutscher Politiker (Bündnis 90/Die Grünen), MdL
- Schmitt, Martin, deutscher Sänger
- Schmitt, Martin (* 1968), deutscher Pianist, Sänger, Entertainer, Komponist und Texter
- Schmitt, Martin (* 1978), deutscher SkispringerMartin Schmitt (* 1978)

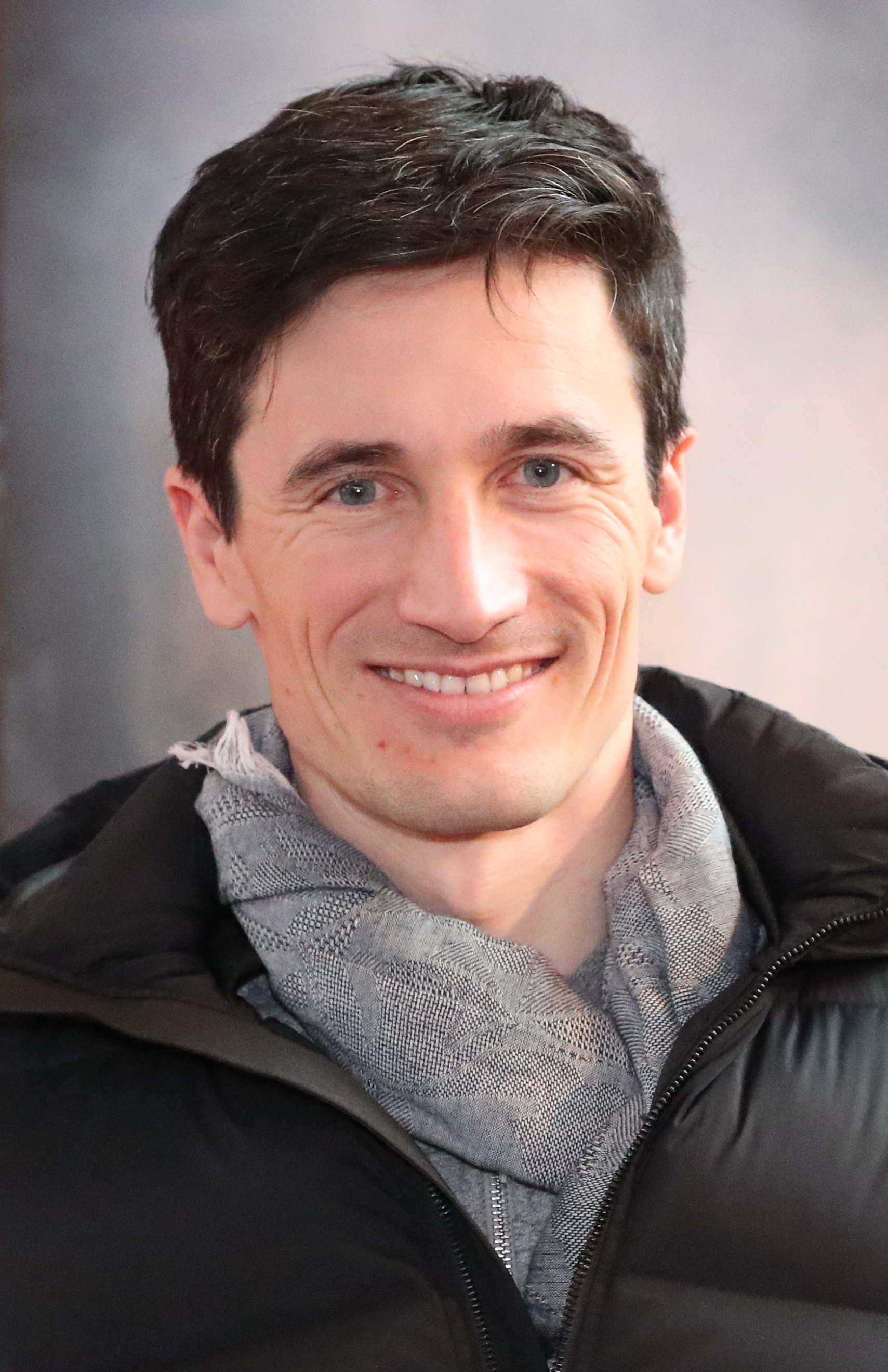
Martin Schmitt (* 1978)

- Schmitt, Martin (* 1981), deutscher Degenfechter
- Schmitt, Martin (* 1984), deutscher Historiker
- Schmitt, Matthias (1913–1997), deutscher Nationalökonom
- Schmitt, Matthias (* 1958), deutscher Musiker und Komponist
- Schmitt, Max (1891–1963), deutscher Bauingenieur
- Schmitt, Maximilian (* 1977), deutscher Opernsänger (Tenor)
- Schmitt, Maximilian Joseph (1834–1889), Mitglied des Preußischen Abgeordnetenhauses
- Schmitt, Meinrad (* 1935), deutscher Komponist
- Schmitt, Michael (* 1960), deutscher Fußballspieler
- Schmitt, Michael (* 1964), deutscher Physikochemiker und Hochschullehrer
- Schmitt, Michael (* 1983), deutscher Filmregisseur und Produzent
- Schmitt, Moritz (1794–1850), Landtagsabgeordneter Großherzogtum Hessen

##### Schmitt, N
- Schmitt, Natascha (* 1986), deutsche Triathletin
- Schmitt, Nathanael (1847–1918), deutscher Maler
- Schmitt, Nele (* 2001), deutsche Beachvolleyballspielerin
- Schmitt, Nikolaus (1806–1860), Abgeordneter der Frankfurter Nationalversammlung und Mitglied der revolutionären Regierung der Pfalz
- Schmitt, Noah (* 1999), deutscher Fußballspieler
- Schmitt, Nora (1924–2023), deutsche Schriftstellerin
- Schmitt, Norbert (* 1955), deutscher Politiker (SPD), MdL

##### Schmitt, O
- Schmitt, Olaf A. (* 1977), deutscher Dramaturg und Festspielleiter
- Schmitt, Oliver (* 1973), deutscher Fußballspieler
- Schmitt, Oliver (* 2000), deutscher Fußballspieler
- Schmitt, Oliver Jens (* 1973), Schweizer Osteuropahistoriker
- Schmitt, Oliver Maria (* 1966), deutscher SchriftstellerOliver Maria Schmitt (* 1966)

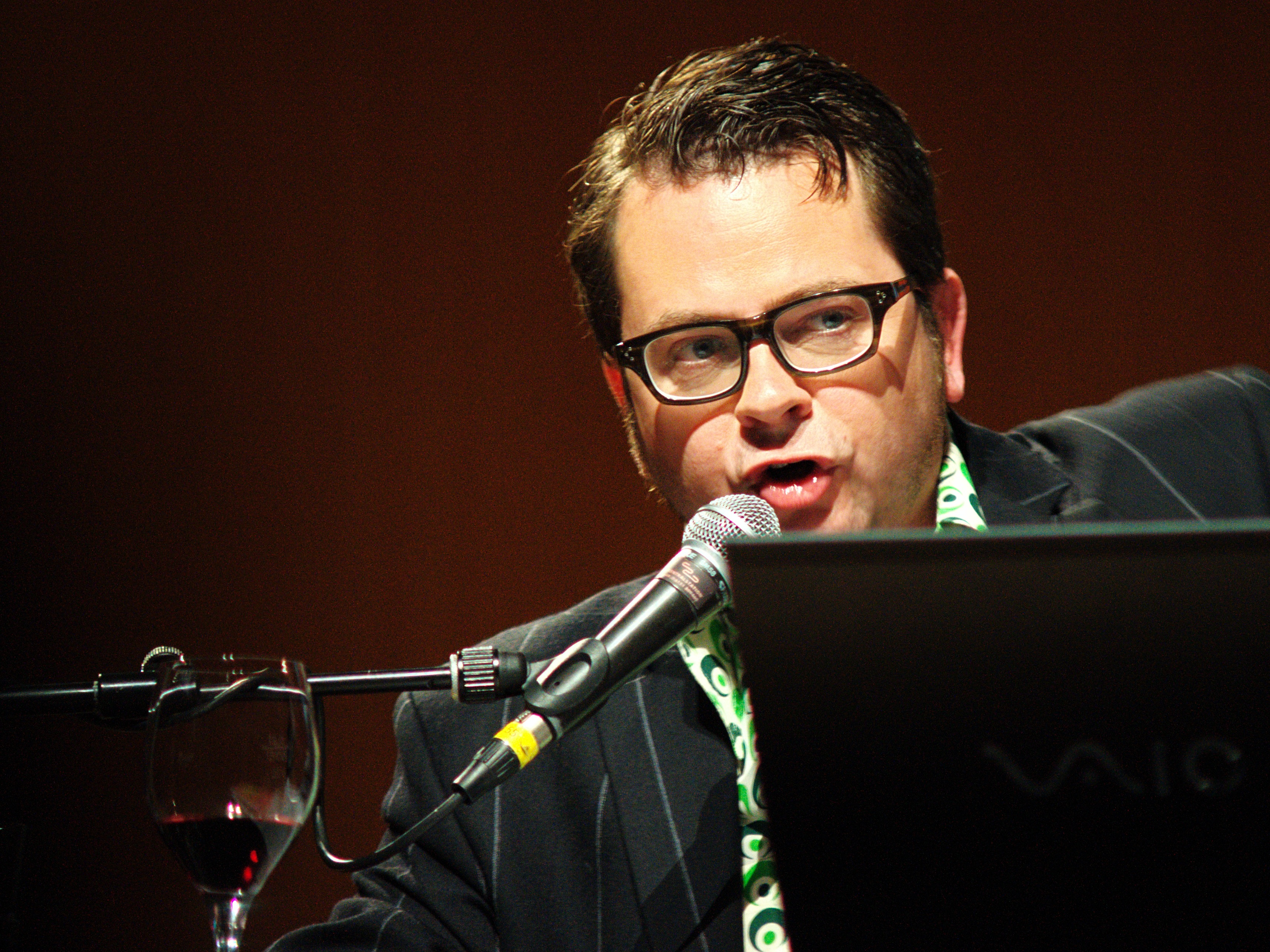
Oliver Maria Schmitt (* 1966)

- Schmitt, Otto (1890–1951), deutscher Kunsthistoriker
- Schmitt, Otto (1913–1998), US-amerikanischer Biophysiker und Erfinder
- Schmitt, Otto Michael (1904–1992), deutscher Maler

##### Schmitt, P
- Schmitt, Pál (* 1942), ungarischer Fechter, Diplomat und Politiker, Mitglied des Parlaments, MdEP
- Schmitt, Paul (1900–1953), deutsch-schweizerischer Journalist und Geschäftsmann
- Schmitt, Paul Joseph (1911–1987), französischer Geistlicher, Bischof von Metz
- Schmitt, Peter (1901–1985), deutscher Politiker (NSDAP), MdR
- Schmitt, Peter Axel (* 1948), deutscher Übersetzungswissenschaftler und Terminologe
- Schmitt, Peter W. (* 1954), deutscher Musiker und Filmkomponist
- Schmitt, Philipp (1805–1856), deutscher Pfarrer
- Schmitt, Philipp (1902–1950), deutscher SS-Sturmbannführer, als Kriegsverbrecher in Belgien hingerichtet
- Schmitt, Philipp (1910–1994), deutscher Redakteur und Politiker (BVP, CSU), MdL Bayern
- Schmitt, Pius (* 1963), deutscher Schauspieler

##### Schmitt, R
- Schmitt, Rainer (* 1944), deutscher Musikpädagoge und Musikwissenschaftler
- Schmitt, Rainer (* 1948), deutscher Schauspieler und Synchronsprecher
- Schmitt, Ralf (* 1977), deutscher Fußballspieler
- Schmitt, Raymund (1930–2001), deutscher Politiker (CSU), Präsident des Bezirkstages von Unterfranken
- Schmitt, Reinhard (* 1950), deutscher Denkmalpfleger und Burgenforscher
- Schmitt, Richard (* 1968), österreichischer JournalistRichard Schmitt (* 1968)

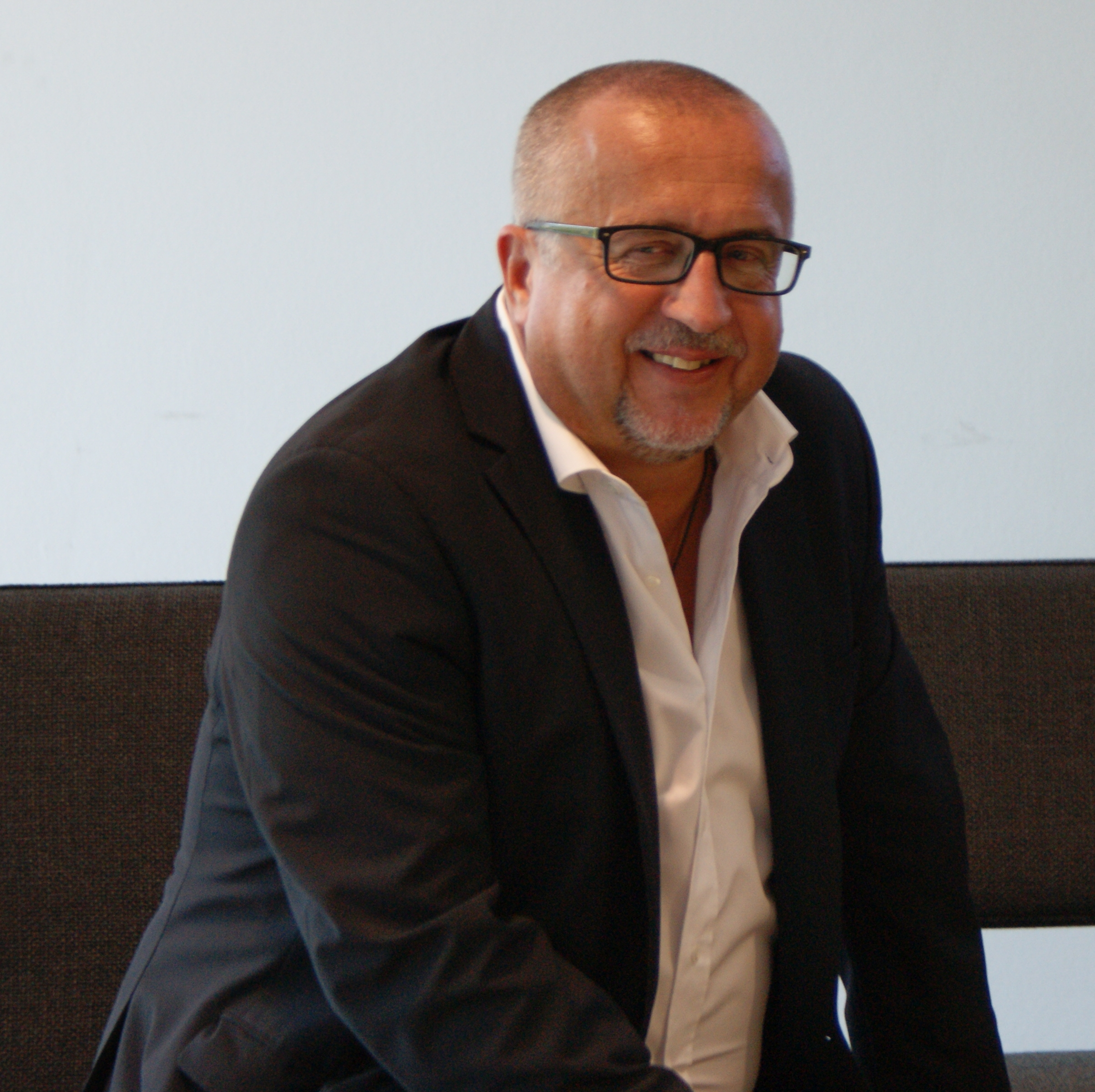
Richard Schmitt (* 1968)

- Schmitt, Rico (* 1968), deutscher Fußballtrainer
- Schmitt, Roland W. (1923–2017), US-amerikanischer Physiker und Manager
- Schmitt, Rolf (* 1942), deutscher Handballspieler und -trainer
- Schmitt, Rosemarie (* 1960), deutsche Schriftstellerin
- Schmitt, Rudi (1914–1984), deutscher Schauspieler bei Bühne, Film und Fernsehen
- Schmitt, Rudi (* 1928), deutscher Politiker (SPD), MdL, MdB
- Schmitt, Rüdiger (* 1936), deutscher Genetiker und Molekularbiologe
- Schmitt, Rüdiger (* 1939), deutscher Iranist und Indogermanist
- Schmitt, Rüdiger (* 1967), deutscher Automobilrennfahrer
- Schmitt, Rudolf (1830–1898), deutscher Chemiker, Mitbegründer der Kolbe-Schmitt-Reaktion
- Schmitt, Rudolf J. (1925–2016), deutscher Grafikdesigner und Maler
- Schmitt, Rudolph (1900–1993), deutscher Klarinettist

##### Schmitt, S
- Schmitt, Saladin (1883–1951), Regisseur und TheaterintendantSaladin Schmitt (1883–1951)

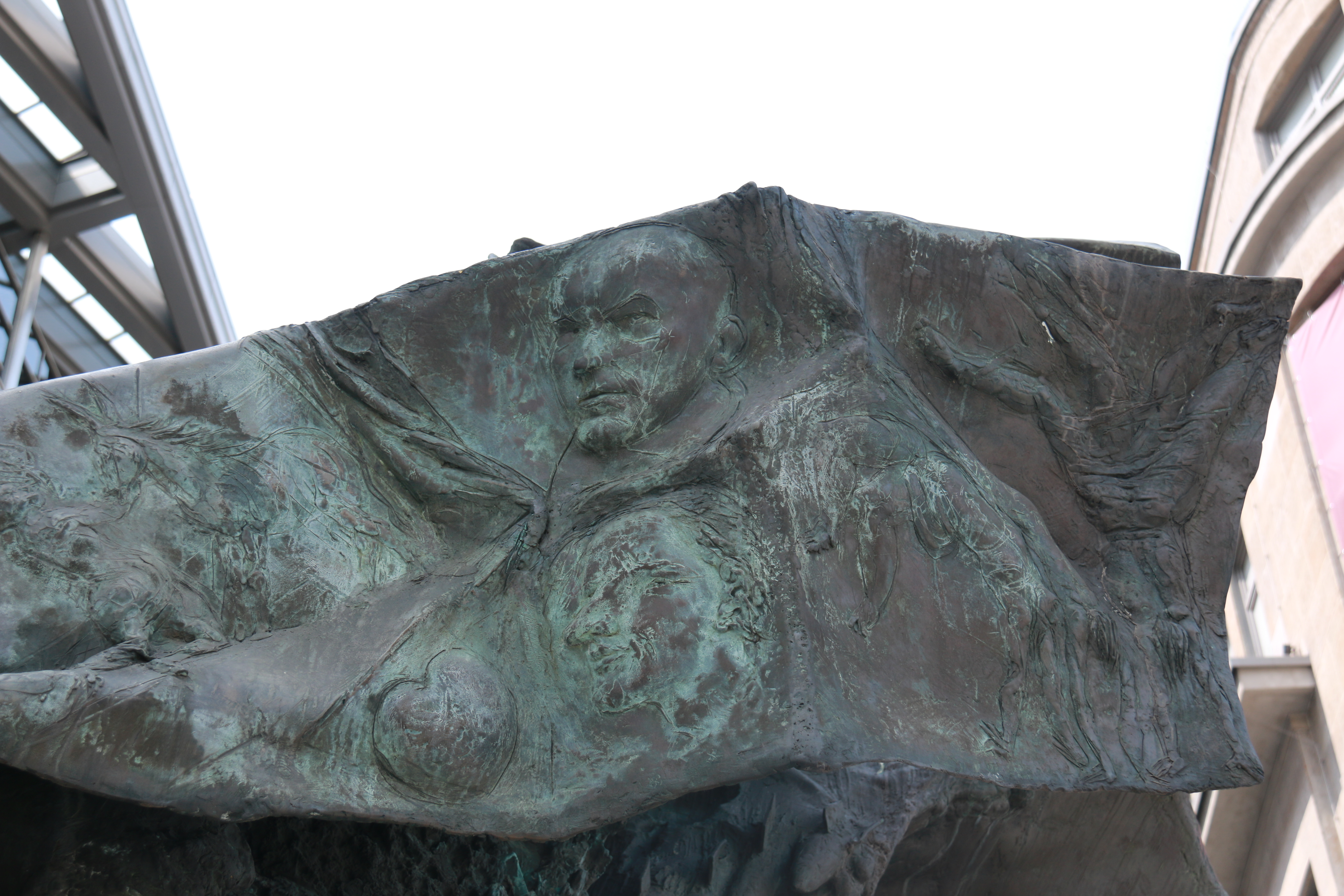
Saladin Schmitt (1883–1951)

- Schmitt, Samson (* 1979), französischer Gypsy-Jazz-Gitarrist
- Schmitt, Samuel (1920–2002), deutsch-schweizerischer Schriftsteller und Verleger
- Schmitt, Sandra (1981–2000), deutsche Freestyle-Skisportlerin
- Schmitt, Sebastian (* 1988), deutscher Politiker (SPD), MdL
- Schmitt, Sebastian (* 1996), deutscher Basketballspieler
- Schmitt, Siegfried (1915–1988), deutscher Leichtathlet
- Schmitt, Silvia (* 1962), deutsche Handballspielerin
- Schmitt, Sophia (1879–1904), deutsche Missionsschwester und Märtyrin
- Schmitt, Stefan (* 1961), deutscher Fußballspieler
- Schmitt, Stefan (1963–2010), deutscher Jurist und Politiker (SPD), MdHB
- Schmitt, Stefen (* 1974), deutscher Filmeditor
- Schmitt, Suzanne (1928–2019), französische Tennisspielerin
- Schmitt, Sven (* 1976), deutscher Fußballtorwart

##### Schmitt, T
- Schmitt, Tassilo (* 1961), deutscher Althistoriker und Hochschullehrer
- Schmitt, Tchavolo (* 1954), französischer Gitarrist des Swing Manouche
- Schmitt, Theo Michael (* 1949), deutscher Biologe
- Schmitt, Theodor (* 1875), deutscher Verwaltungsjurist und Bezirksoberamtmann
- Schmitt, Therese (1877–1948), deutsche Politikerin
- Schmitt, Therese Elisabetha (1910–1956), deutsche Kunstfliegerin
- Schmitt, Thomas (* 1951), deutscher Comiczeichner und Musiker
- Schmitt, Thomas (* 1968), deutscher Geograph und Autor
- Schmitt, Thomas (* 1973), deutscher Politiker (CDU), MdL
- Schmitt, Thomas (* 1979), deutscher Creative Producer, Podcaster und Grimmepreisträger
- Schmitt, Thorsten (* 1975), deutscher Nordischer Kombinierer
- Schmitt, Tom (* 1929), US-amerikanischer Maler, Video- und Computerkünstler
- Schmitt, Tommi (* 1989), deutscher Autor, Kolumnist und Podcast-ModeratorTommi Schmitt (* 1989)

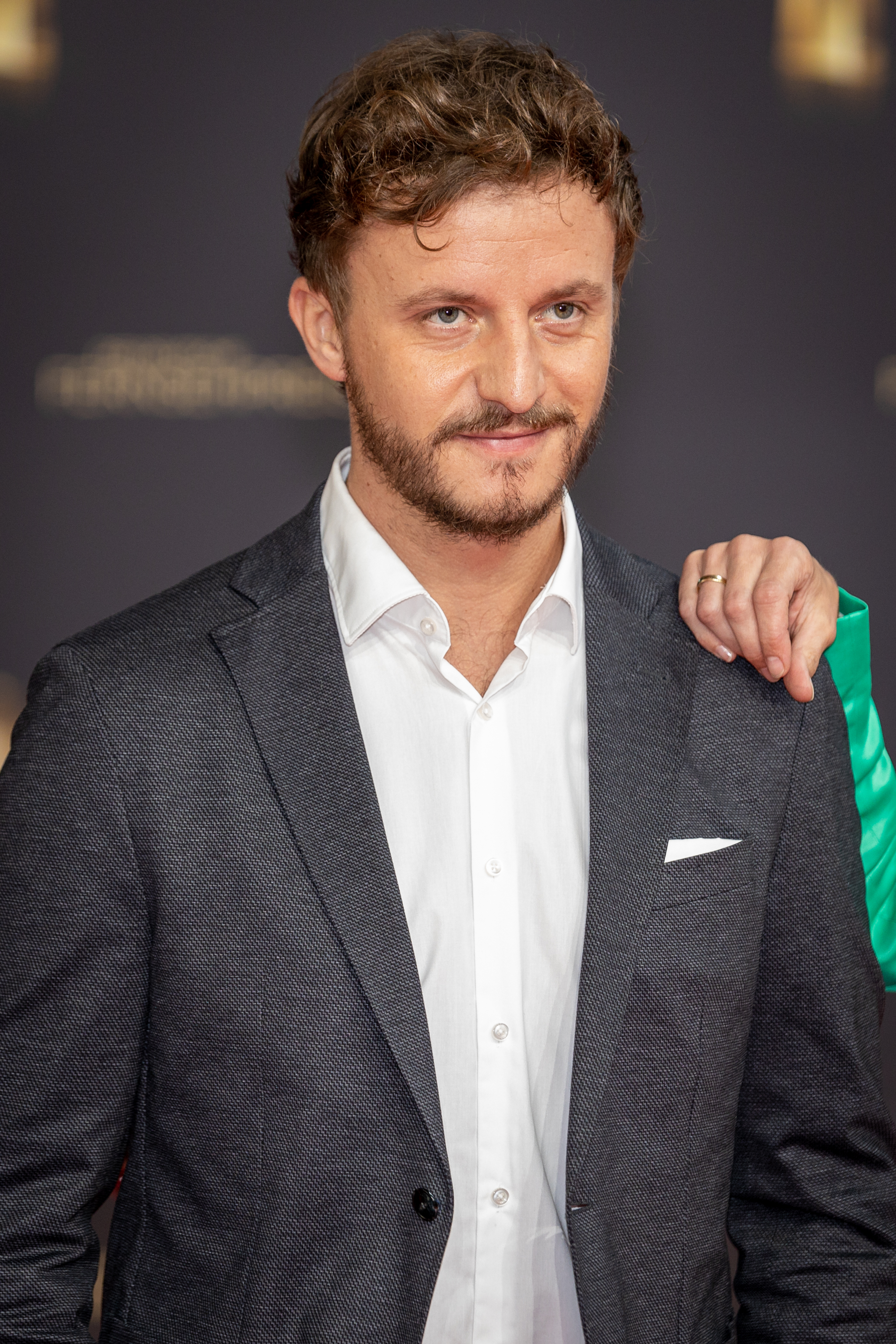
Tommi Schmitt (* 1989)

- Schmitt, Torsten (* 1981), deutscher Eishockeytorwart

##### Schmitt, U
- Schmitt, Ursula (1934–2011), deutsche Richterin am Bundespatentgericht
- Schmitt, Uwe (* 1955), deutscher Journalist und Schlagzeuger
- Schmitt, Uwe (1961–1995), westdeutscher Leichtathlet

##### Schmitt, V
- Schmitt, Valentin (1885–1973), deutscher Landwirt
- Schmitt, Viktor Christian (1844–1900), deutscher Opernsänger (Tenor)
- Schmitt, Vivian (* 1978), deutsche Pornodarstellerin

##### Schmitt, W
- Schmitt, Walfriede (* 1943), deutsche Schauspielerin, Hörspielsprecherin und Autorin
- Schmitt, Walter (1879–1945), deutscher General der Waffen-SS, SS-Obergruppenführer und Politiker (NSDAP), MdR
- Schmitt, Walter (1911–2005), deutscher Chirurg und Hochschullehrer in Greifswald und Rostock
- Schmitt, Walter (1914–1994), deutscher Jurist, Beamter und Politiker (CDU), Regierungspräsident und MdL Rheinland-Pfalz
- Schmitt, Walter (1918–2007), deutscher Politiker (SPD)
- Schmitt, Walther (1888–1931), deutscher Gynäkologe und Hochschullehrer
- Schmitt, Walther (* 1907), deutscher Journalist und nationalsozialistischer Schriftsteller
- Schmitt, Werner, deutscher Jazz- und Unterhaltungsmusiker (Schlagzeug)
- Schmitt, Wilhelm (* 1810), Landtagsabgeordneter Großherzogtum Hessen
- Schmitt, Willi († 2021), deutscher Journalist
- Schmitt, Wolfgang (* 1953), deutscher Fußballspieler
- Schmitt, Wolfgang (* 1959), deutscher Politiker (Bündnis 90/Die Grünen), MdB
- Schmitt, Wolfgang M. (* 1988), deutscher Literaturwissenschaftler, Filmkritiker und Podcast-ModeratorWolfgang M. Schmitt (* 1988)

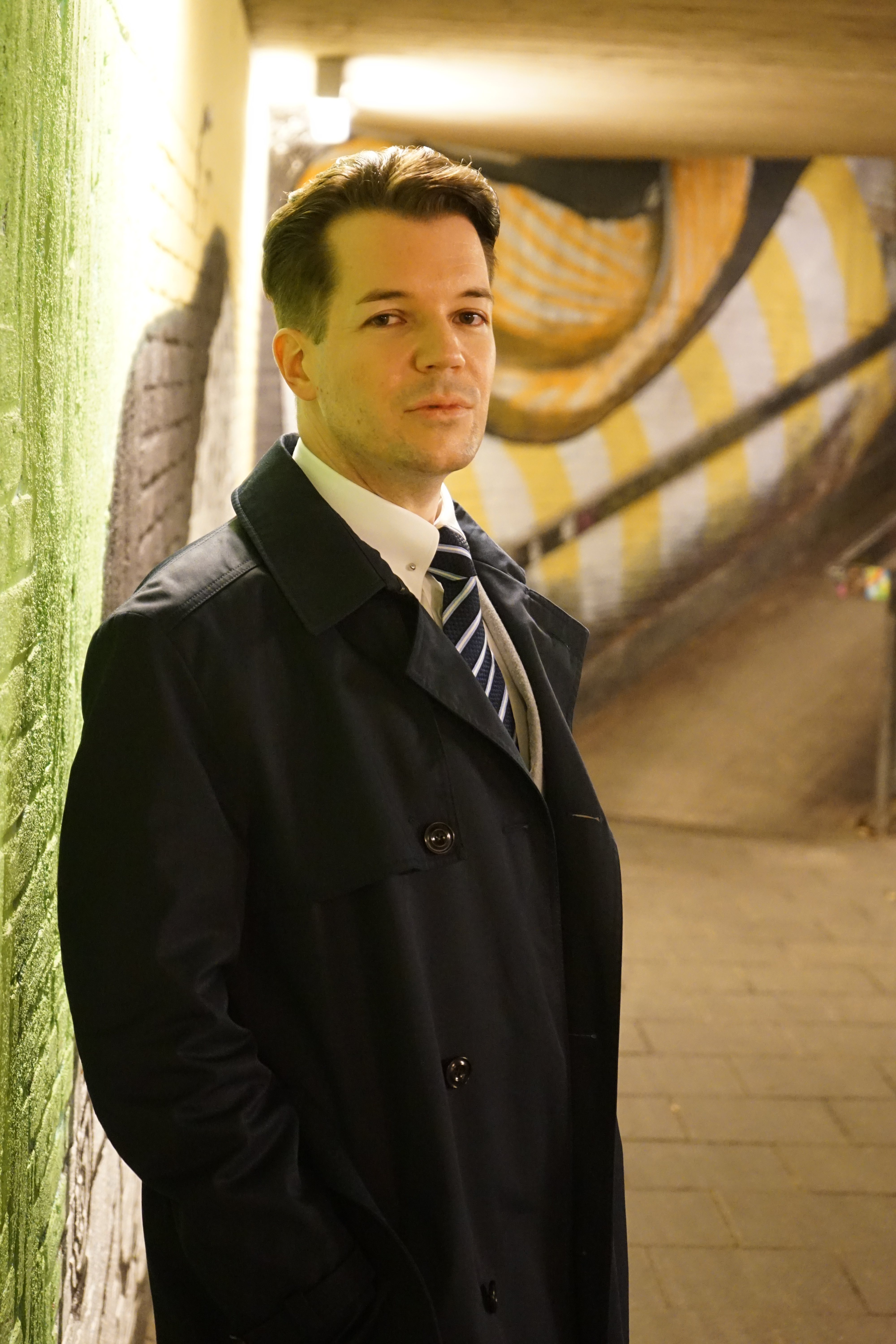
Wolfgang M. Schmitt (* 1988)

#### Schmitt-

##### Schmitt-B
- Schmitt-Batiston, Alfred (1830–1881), französisch-deutscher Gutsbesitzer und Politiker, MdR
- Schmitt-Beck, Rüdiger (* 1956), deutscher Politologe
- Schmitt-Brandt, Robert (* 1927), deutscher Indogermanist
- Schmitt-Bussinger, Helga (* 1957), deutsche Lehrerin und Politikerin (SPD), MdL

##### Schmitt-D
- Schmitt-Degenhardt, Hubert (1902–1995), deutscher Verwaltungsjurist

##### Schmitt-E
- Schmitt-Ecker, Johann (1893–1980), deutscher Verbandsfunktionär und Präsident der Landwirtschaftskammer des Saarlandes
- Schmitt-Engelstadt, Christian (* 1967), deutscher Organist
- Schmitt-Englert, Barbara (* 1959), deutsche Sinologin und Autorin

##### Schmitt-F
- Schmitt-Fiebig, Manfred (1924–2001), deutscher Architekt

##### Schmitt-I
- Schmitt-Illert, Rebekka (* 1977), deutsche Politikerin (CDU), MdL

##### Schmitt-K
- Schmitt-Kammler, Arnulf (1942–2023), deutscher Rechtswissenschaftler
- Schmitt-Kilb, Christian (* 1967), deutscher Anglist und Literaturwissenschaftler
- Schmitt-Kopplin, Philippe, Wissenschaftler

##### Schmitt-L
- Schmitt-Landsiedel, Doris (* 1952), deutsche Elektrotechnikerin und Hochschullehrerin
- Schmitt-Lang, Jutta (* 1982), deutsche Politikerin (CDU)
- Schmitt-Leonardy, Charlotte (* 1980), deutsche Rechtswissenschaftlerin und Hochschullehrerin
- Schmitt-Leonardy, Wolfram (* 1967), deutscher Pianist

##### Schmitt-M
- Schmitt-Mainz, Kurt (1924–2007), deutscher Schauspieler und Autor
- Schmitt-Menzel, Isolde (1930–2022), deutsche Designerin, Autorin, Illustratorin, Grafikerin und Keramikerin

##### Schmitt-P
- Schmitt-Promny, Karin (* 1953), deutsche Politikerin (Bündnis 90/Die Grünen), MdL
- Schmitt-Prym, Wilhelm (1867–1943), deutscher Unternehmer in der Papierindustrie

##### Schmitt-R
- Schmitt-Rink, Gerhard (1926–2020), deutscher Ökonom und Autor
- Schmitt-Rink, Stefan (1957–1992), deutscher Physiker
- Schmitt-Rodermund, Eva (* 1964), deutsche Psychologin
- Schmitt-Roschmann, Verena (* 1966), deutsche Journalistin und Autorin
- Schmitt-Rost, Hans (1901–1978), deutscher Publizist

##### Schmitt-S
- Schmitt-Siegel, Helmut M. (* 1943), deutscher Gestalter
- Schmitt-Sulzthal, Rudolf (1903–1971), deutscher Dichter und Schriftsteller

##### Schmitt-T
- Schmitt-Thiel, Gerhard (1941–2024), deutscher Journalist und Fernsehmoderator

##### Schmitt-U
- Schmitt-Ulms, Heralde (1941–2020), deutsche Malerin, Objekt- und Installationskünstlerin

##### Schmitt-V
- Schmitt-Vockenhausen, Hermann (1923–1979), deutscher Politiker (SPD), MdBHermann Schmitt-Vockenhausen (1923–1979)

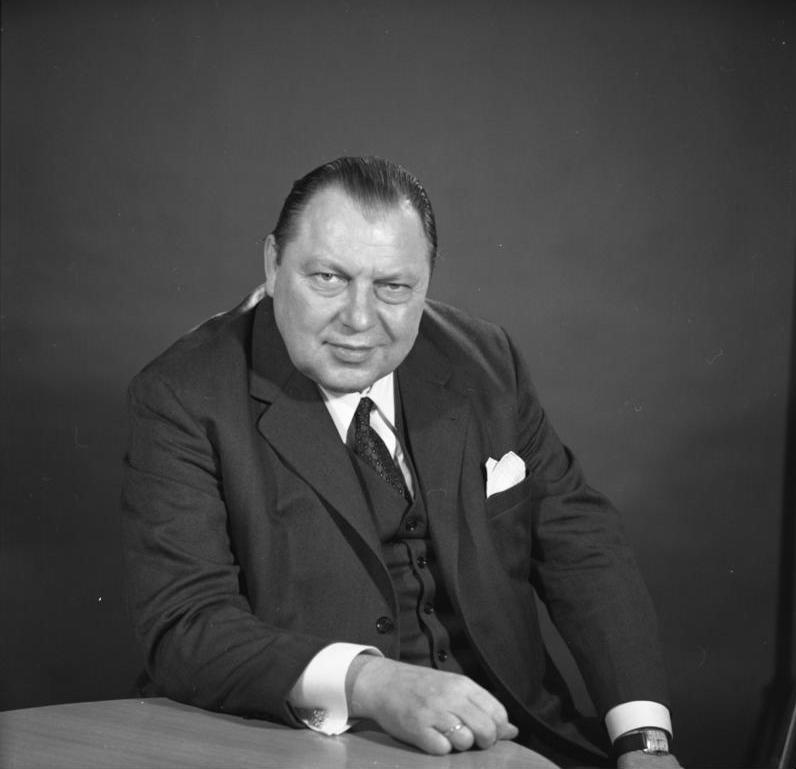
Hermann Schmitt-Vockenhausen (1923–1979)

##### Schmitt-W
- Schmitt-Walter, Karl (1900–1985), deutscher Opern- und Liedersänger (Bariton)
- Schmitt-Weigand, Adolf (* 1934), deutscher Verwaltungsjurist

#### Schmittb
- Schmittbaur, Joseph Aloys (1718–1809), deutscher Komponist, Kapellmeister und Instrumentenbauer der Vorklassik

#### Schmittd
- Schmittdiel, Eckhard (* 1960), deutscher Schachgroßmeister

#### Schmitte
- Schmittel, Wolfgang (1930–2013), deutscher Grafiker, Werbefachmann und Fotograf
- Schmitten, Andreas (* 1980), deutscher Bildhauer und Zeichner
- Schmitten, Franz (1929–2011), deutscher Tierzuchtwissenschaftler und Hochschullehrer
- Schmitter, Adrian (* 1959), Schweizer Gesundheitsmanager
- Schmitter, Elke (* 1961), deutsche Journalistin und Schriftstellerin
- Schmitter, Frank (* 1957), deutscher Autor
- Schmitter, Michael (* 1960), deutscher Schauspieler
- Schmitter, Peter (1943–2006), deutscher Linguist und Hochschullehrer
- Schmitter, Philippe C. (* 1936), US-amerikanischer Politikwissenschaftler
- Schmitter, Stephan (* 1974), deutscher Hörfunkjournalist und MedienmanagerStephan Schmitter (* 1974)

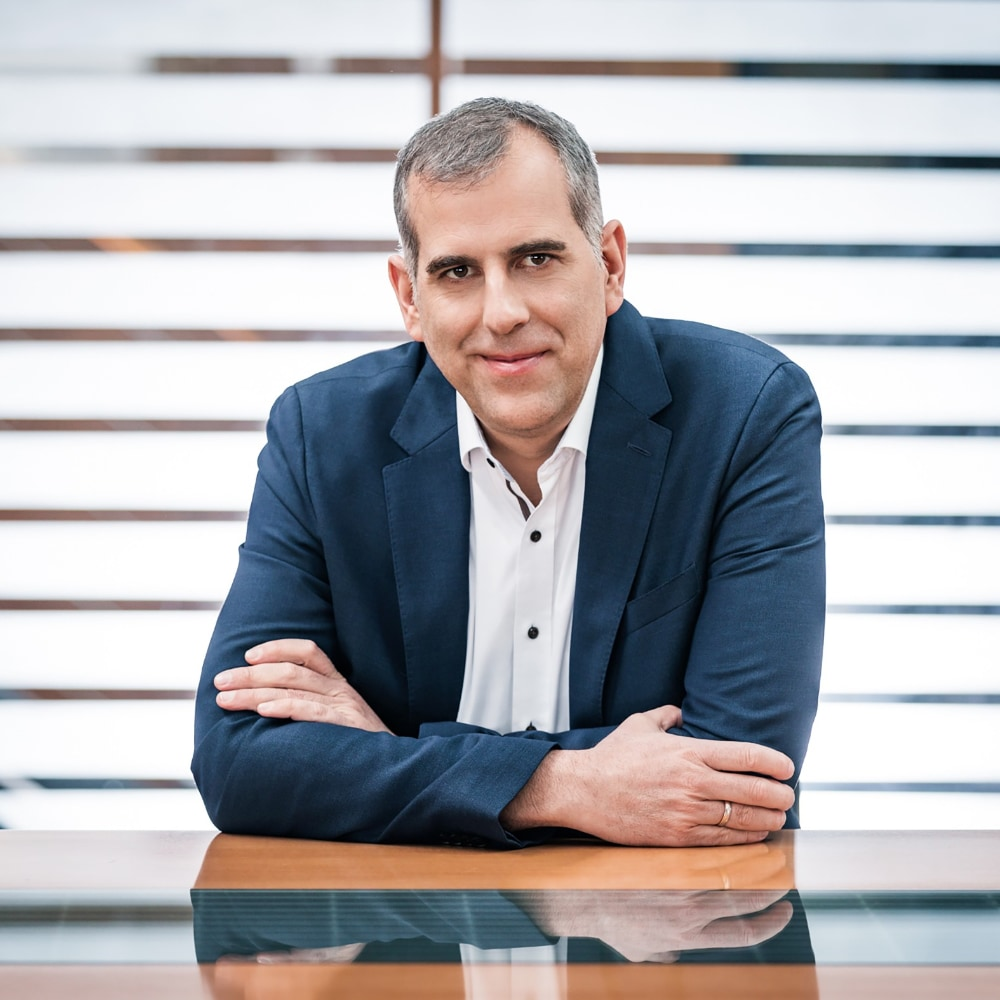
Stephan Schmitter (* 1974)

- Schmitter, Willy (1884–1905), deutscher Radrennfahrer

#### Schmitth
- Schmitthaeusler, Olivier (* 1970), französischer Ordensgeistlicher und Apostolischer Vikar von Phnom-Penh
- Schmitthenner, Adolf (1854–1907), deutscher evangelischer Pfarrer und Heimatdichter
- Schmitthenner, Friedrich (1876–1945), deutscher Entwickler in der Lebensmitteltechnik
- Schmitthenner, Friedrich Benignus von (1728–1790), königlich preußischer Oberst und zuletzt Kommandant der Festung Glatz
- Schmitthenner, Friedrich Jakob (1796–1850), deutscher Germanist und Staatswissenschaftler
- Schmitthenner, Hansjörg (1908–1993), deutscher Dramaturg und Leiter der Hörspielabteilung des BR
- Schmitthenner, Heinrich (1887–1957), deutscher Geograph
- Schmitthenner, Horst (* 1941), deutscher Gewerkschafter
- Schmitthenner, Karl Ludwig (1858–1932), badischer Theologe und Politiker
- Schmitthenner, Paul (1884–1963), deutscher Militärhistoriker, Hochschullehrer, badischer Kultusminister
- Schmitthenner, Paul (1884–1972), deutscher ArchitektPaul Schmitthenner (1884–1972)

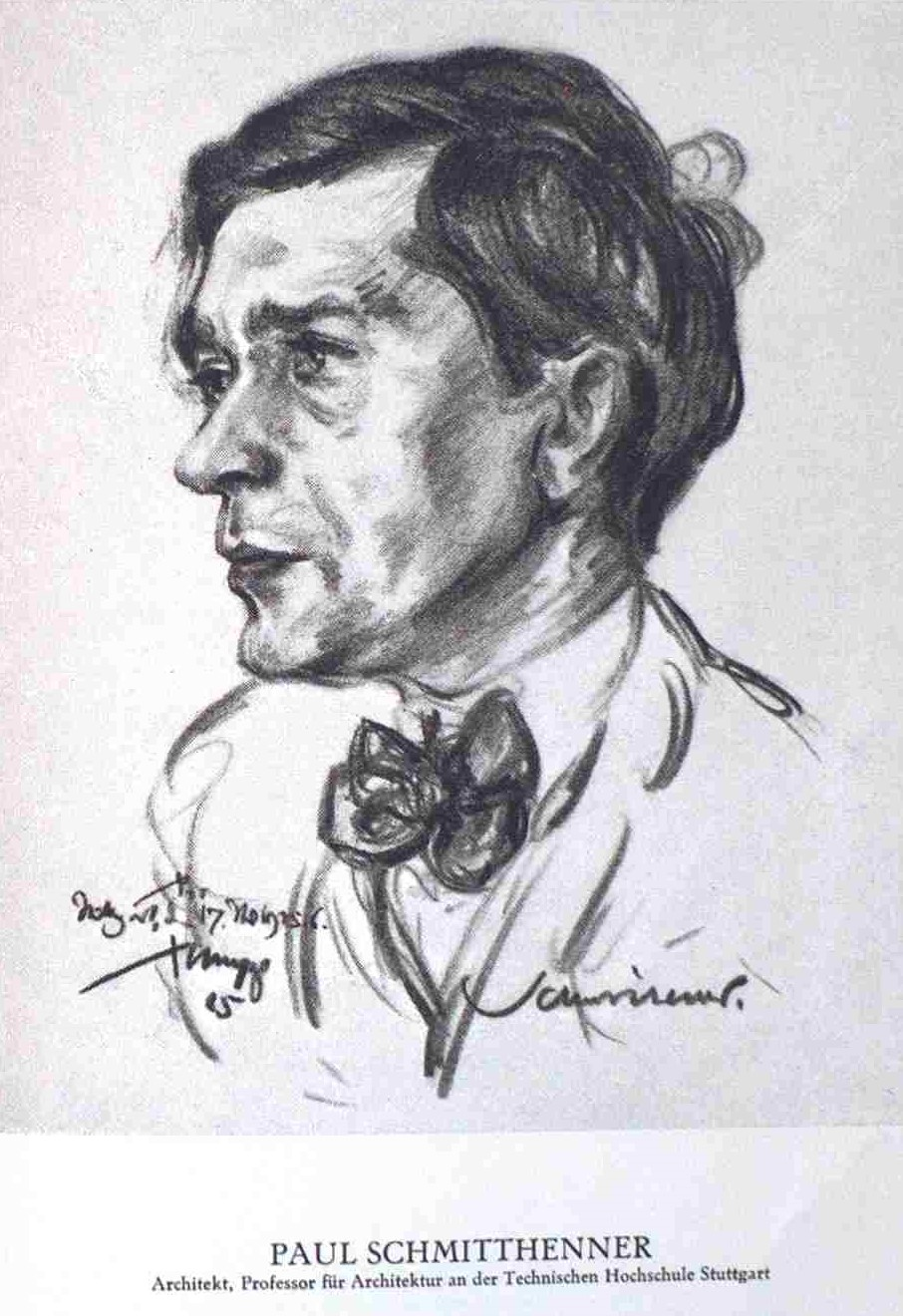
Paul Schmitthenner (1884–1972)

- Schmitthenner, Walter (1916–1997), deutscher Althistoriker
- Schmitthoff, Clive M. (1903–1990), britischer Rechtswissenschaftler und Hochschullehrer

#### Schmitti
- Schmittinger, Gert (* 1933), deutscher Fußballspieler
- Schmittinger, Klaus (* 1950), deutscher Tischtennisspieler und Bundestrainer

#### Schmittl
- Schmittlein, Raymond (1904–1974), französischer General und Politiker

#### Schmittm
- Schmittmann, Benedikt (1872–1939), deutscher Sozialwissenschaftler
- Schmittmann, Ella (1880–1970), deutsche Sozialpolitikerin
- Schmittmann, Heinrich (1878–1956), deutscher Jurist
- Schmittmann, Stefan (* 1956), deutscher Manager

#### Schmittn
- Schmittner, Andreas (* 1966), deutscher Physiker und Klimawissenschaftler
- Schmittner, Dietmar (* 1958), österreichischer Politiker (FPÖ), Mitglied des Bundesrates
- Schmittner, Johann Georg Melchior (1625–1705), deutscher Maler
- Schmittner, Otto (1934–2011), deutscher Ringer

### Schmitz

#### Schmitz S
- Schmitz Sauerborn, Germán (1926–1990), peruanischer Bischof
- Schmitz Simon, Pablo Ervin (* 1943), US-amerikanischer Ordensgeistlicher, emeritierter römisch-katholischer Bischof von Bluefields

#### Schmitz V
- Schmitz von Hülst, Dirk (* 1943), deutscher Soziologe

#### Schmitz, A – Schmitz, W

##### Schmitz, A
- Schmitz, Adele (1868–1951), deutsche Frauenrechtlerin
- Schmitz, Adolf (1825–1894), deutscher Historienmaler und Illustrator
- Schmitz, Aliana (* 1998), deutsche Schauspielerin, Synchron- und Hörspielsprecherin
- Schmitz, André (* 1957), deutscher Politiker (SPD)André Schmitz (* 1957)

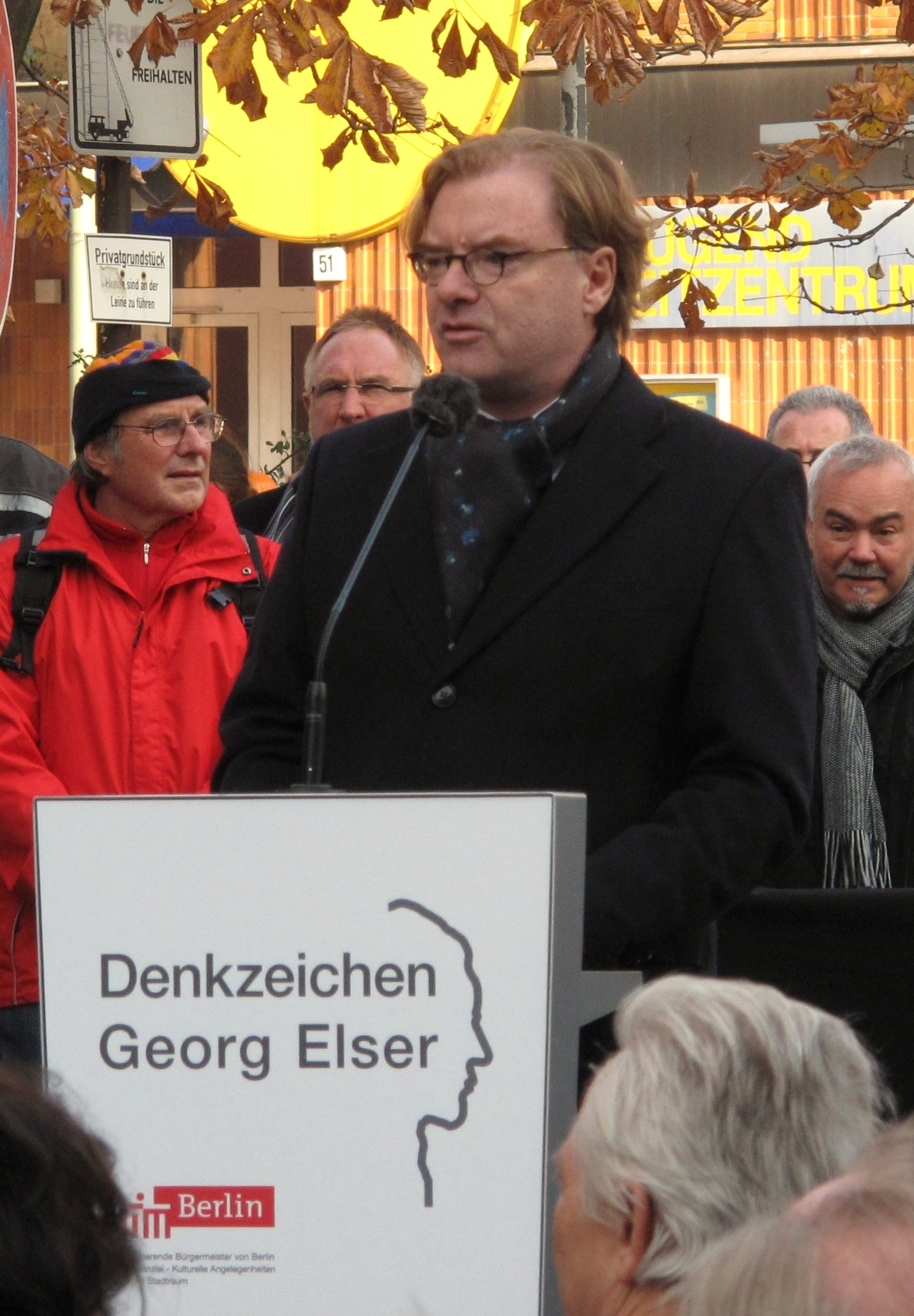
André Schmitz (* 1957)

- Schmitz, Andreas (* 1971), deutscher Herpetologe
- Schmitz, Änne (* 1906), deutsche Judenretterin während des Zweiten Weltkriegs
- Schmitz, Anselm (1831–1903), deutscher Fotograf
- Schmitz, Anton (1852–1934), deutscher Jurist und Politiker (FVp)
- Schmitz, Anton (1855–1935), deutscher Tier- und Jagdmaler
- Schmitz, Antonia (* 1984), deutsche Miss, Miss Germany 2005
- Schmitz, Arnold (1893–1980), deutscher Musikwissenschaftler

##### Schmitz, B
- Schmitz, Barbara (* 1968), deutsche Philosophin und Hochschullehrerin
- Schmitz, Barbara (* 1975), deutsche römisch-katholische Theologin
- Schmitz, Benno (* 1994), deutscher FußballspielerBenno Schmitz (* 1994)

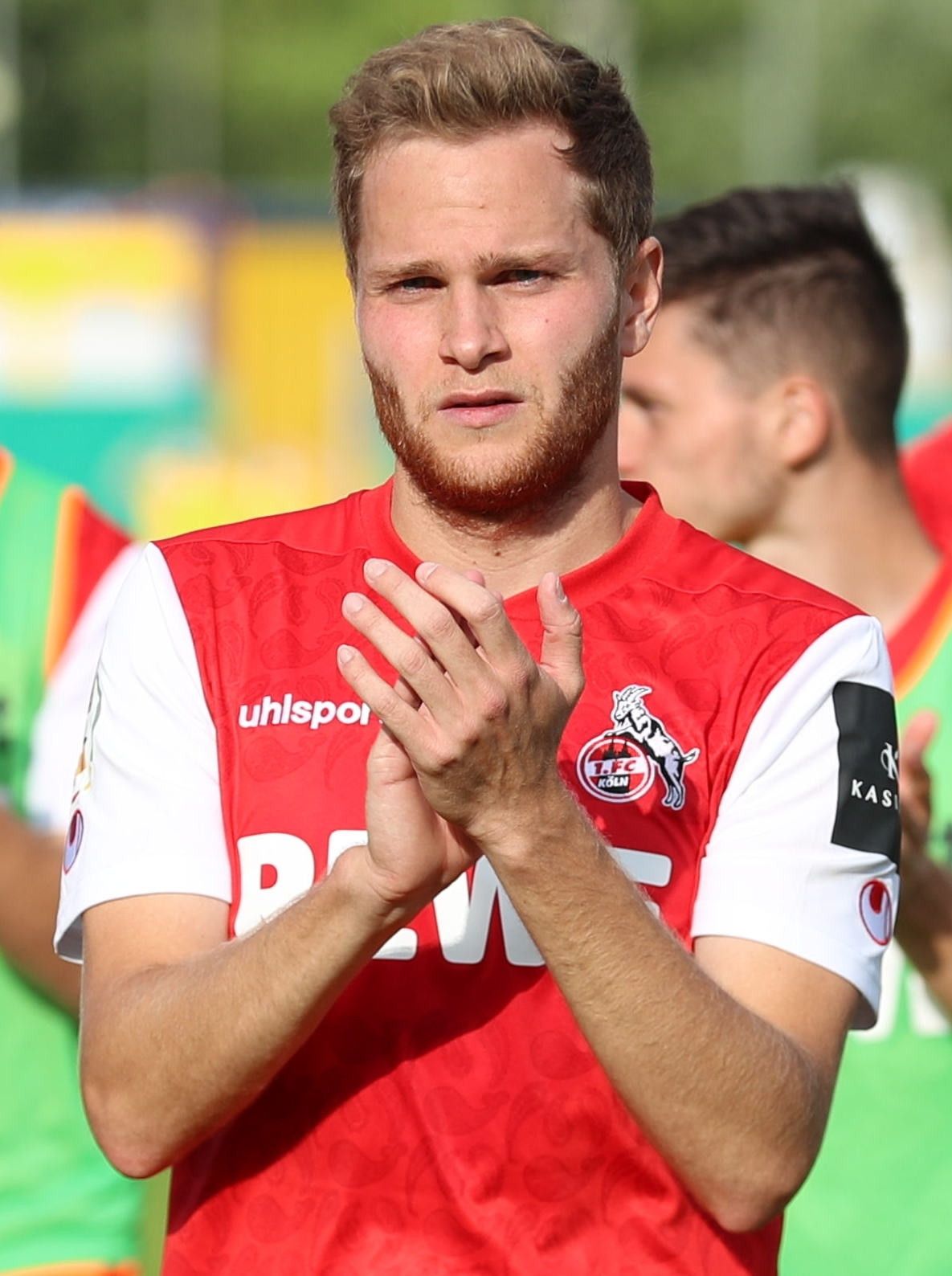
Benno Schmitz (* 1994)

- Schmitz, Bernhard (1819–1881), deutscher Romanist und Anglist
- Schmitz, Bettina (* 1948), deutsche Ägyptologin
- Schmitz, Bettina (* 1962), deutsche Philosophin und Autorin
- Schmitz, Boris (* 1962), deutscher Violinist
- Schmitz, Bram (* 1977), niederländischer Radrennfahrer
- Schmitz, Bruna (* 1990), brasilianische Surferin und Model
- Schmitz, Bruno (1858–1916), deutscher Architekt

##### Schmitz, C
- Schmitz, Carl August (1920–1966), deutscher Ethnologe
- Schmitz, Carl Ludwig, deutscher Landschaftsmaler der Düsseldorfer Schule
- Schmitz, Carl Ludwig (1900–1967), deutsch-amerikanischer Bildhauer
- Schmitz, Carolin (* 1967), deutsche Regisseurin und Drehbuchautorin
- Schmitz, Christian (* 1978), deutscher Wirtschaftswissenschaftler
- Schmitz, Christine (* 1958), deutsche Altphilologin
- Schmitz, Christoph (* 1965), deutscher Gewerkschafter und Journalist
- Schmitz, Clementinus (1755–1844), deutscher römisch-katholischer Geistlicher und Franziskaner

##### Schmitz, D
- Schmitz, David Hugo (* 1993), deutscher Schauspieler und Sänger
- Schmitz, Denis (* 1989), deutscher Musiker (Gitarre, Komposition)
- Schmitz, Dieter Hermann (* 1963), deutscher Buchautor
- Schmitz, Dietmar (* 1968), deutscher Mediziner und Neurowissenschaftler
- Schmitz, Dominic Musa (* 1987), deutscher Muslim

##### Schmitz, E
- Schmitz, E. Robert (1889–1949), französischer Pianist und Musikpädagoge
- Schmitz, Eduard (1838–1895), deutscher Verwaltungsjurist
- Schmitz, Eduard (1897–1956), deutscher Kaufmann und Kulturförderer
- Schmitz, Eduard (1897–1965), deutscher Holz- und Steinbildhauer sowie Steinmetz
- Schmitz, Elisabeth (1893–1977), deutsche evangelische Theologin und WiderstandskämpferinElisabeth Schmitz (1893–1977)

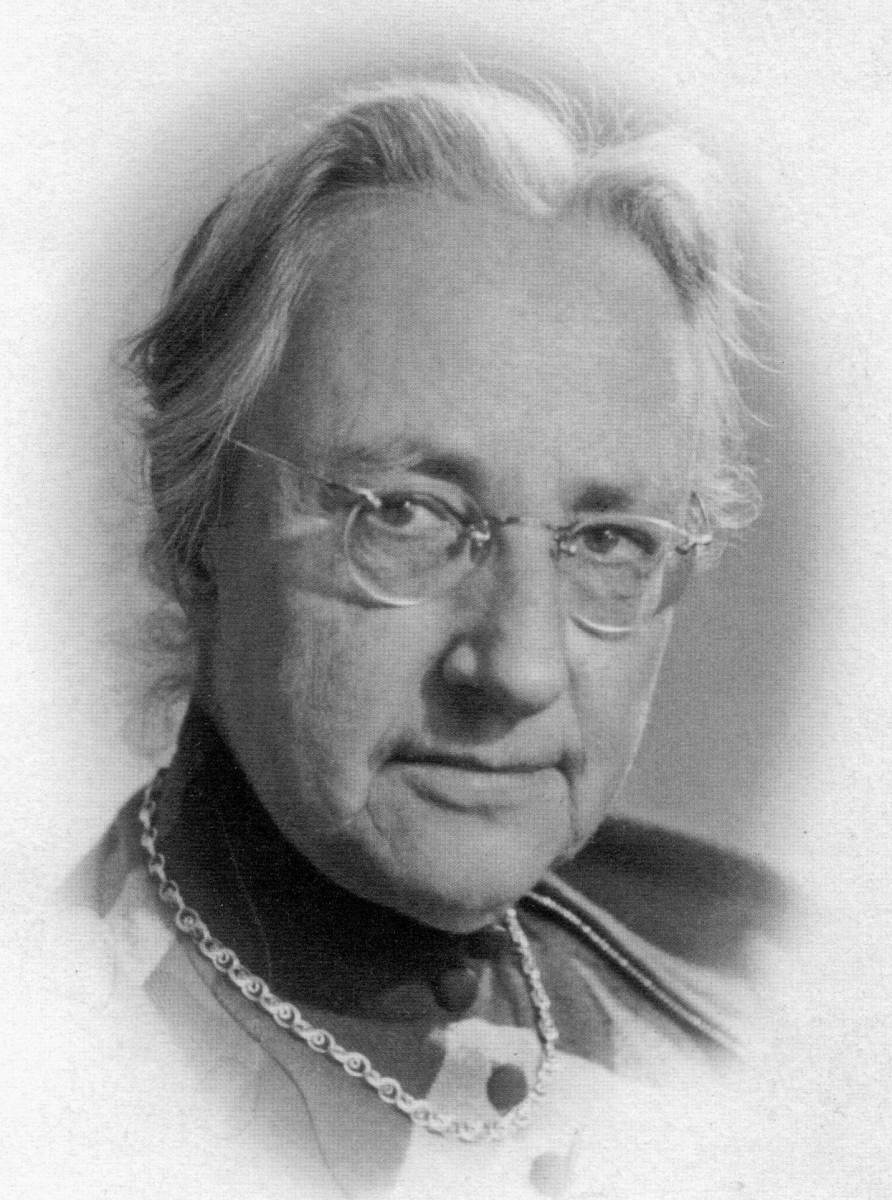
Elisabeth Schmitz (1893–1977)

- Schmitz, Elisabeth Barbara (1928–2006), deutsche Richterin am Bundespatentgericht
- Schmitz, Emilie (1807–1891), deutsche Wohltäterin
- Schmitz, Engelbert (1682–1767), deutscher Zisterzienserabt
- Schmitz, Ernst (1845–1922), deutscher Priester und Naturforscher
- Schmitz, Ernst (1859–1917), deutscher Genre- und Porträtmaler
- Schmitz, Ernst (1928–2021), deutscher Chemiker
- Schmitz, Ernst Ludwig Eberhard (1882–1960), deutscher Chemiker
- Schmitz, Eugen (1882–1959), deutscher Musikwissenschaftler und -kritiker
- Schmitz, Eugene (1864–1928), US-amerikanischer Politiker und Bürgermeister von San Francisco

##### Schmitz, F
- Schmitz, Ferdinand (1866–1943), deutscher Lehrer, Journalist und Heimathistoriker
- Schmitz, Ferdinand (1919–1981), deutscher Ringer
- Schmitz, Fitti (* 1907), deutscher Fußballspieler
- Schmitz, Frank (* 1963), deutscher Brigadegeneral der Bundeswehr
- Schmitz, Frank (* 1972), deutscher Kunsthistoriker
- Schmitz, Franz (1832–1894), deutscher Architekt, Diözesanbaumeister in Köln, Dombaumeister in Straßburg
- Schmitz, Friederike (* 1982), deutsche Philosophin der Tierethik
- Schmitz, Friedrich (* 1762), deutscher Kaufmann und Abgeordneter der Reichsstände des Königreichs Westphalen
- Schmitz, Friedrich (1850–1895), deutscher Botaniker
- Schmitz, Fritz (1897–1990), deutscher Jurist

##### Schmitz, G
- Schmitz, Georg (1819–1879), Landtagsabgeordneter Großherzogtum Hessen
- Schmitz, Georg (1851–1917), deutscher Landschaftsmaler und Marinemaler der Düsseldorfer Schule
- Schmitz, Georg (1926–1971), deutscher Bürgermeister
- Schmitz, Georg (* 1950), deutscher Kommunalpolitiker
- Schmitz, Georg (* 1958), deutscher Komponist und Musikpädagoge
- Schmitz, Georges (1925–1983), deutscher Psychologe und Hochschullehrer
- Schmitz, Gerd (1943–1995), deutscher Fußballspieler
- Schmitz, Gerhard (1907–1984), deutscher Strömungsmechaniker
- Schmitz, Gerhard (* 1947), deutscher Mittelalterhistoriker
- Schmitz, Gregor Peter (* 1975), deutscher Journalist, Jurist und BuchautorGregor Peter Schmitz (* 1975)

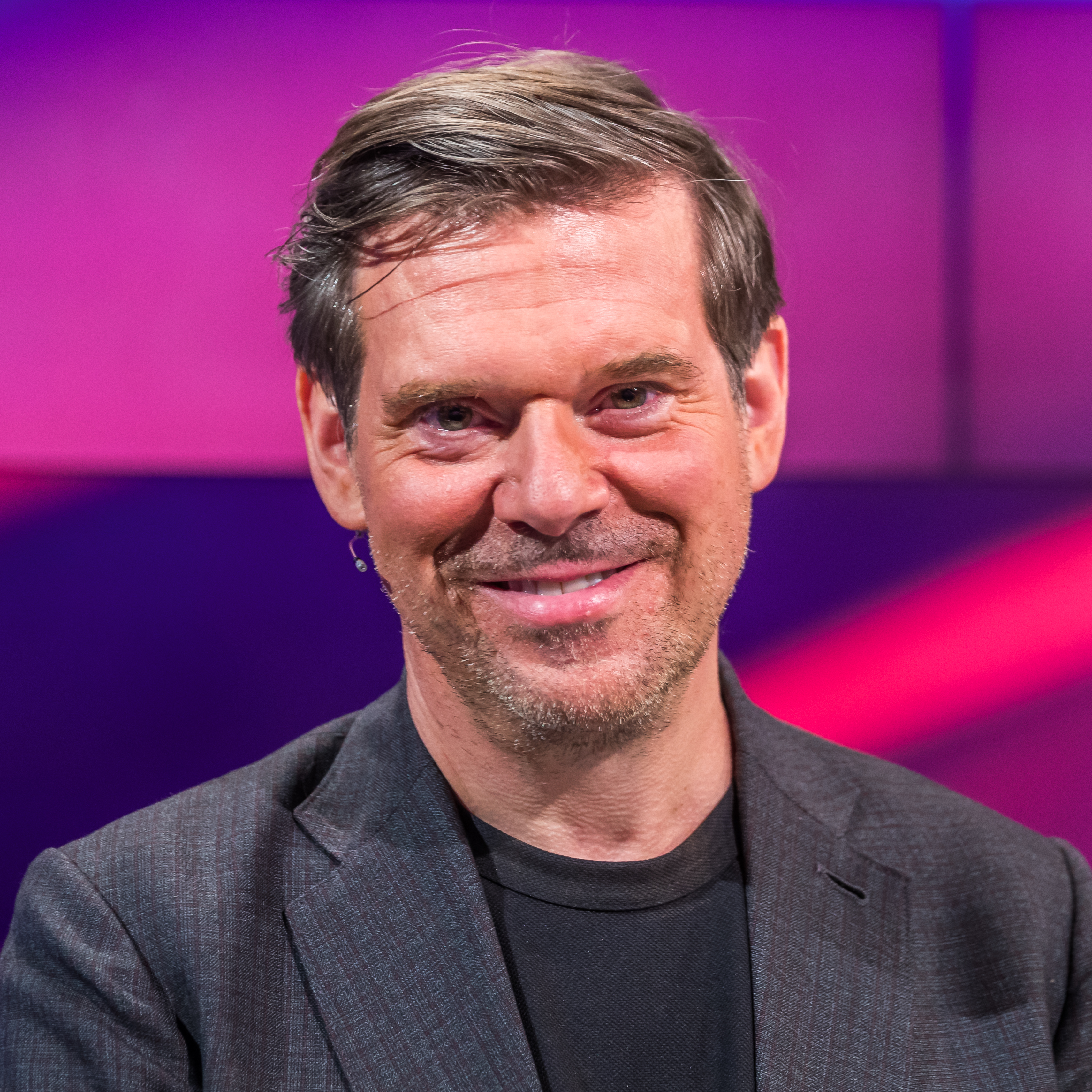
Gregor Peter Schmitz (* 1975)

- Schmitz, Günter (1909–2002), deutscher Maler und Grafiker
- Schmitz, Günter (1923–1996), deutscher Hörspielregisseur

##### Schmitz, H
- Schmitz, HaGü (* 1957), deutscher Komponist und Musikproduzent
- Schmitz, Hans (1896–1986), deutscher Politiker (CDU), MdB
- Schmitz, Hans (1897–1970), österreichischer Rechtswissenschaftler und Universitätsprofessor
- Schmitz, Hans Aloys (1899–1973), deutscher Kinderpsychiater und T4-Gutachter
- Schmitz, Hans Günter (* 1954), deutscher Kommunikationsdesigner und Autor
- Schmitz, Hans Heinrich (1916–2000), deutscher Schachkomponist und Opernkapellmeister
- Schmitz, Hans Peter (* 1937), deutscher Landwirt und Politiker (CDU), MdB
- Schmitz, Hans-Dieter (* 1947), deutscher Handballspieler und Handballtrainer
- Schmitz, Hans-Peter (1916–1995), deutscher Flötist und Hochschullehrer
- Schmitz, Hans-Peter (* 1958), deutscher Politiker (parteilos)
- Schmitz, Hedwig (1887–1976), deutsche Schauspielerin bei Theater, Film und Fernsehen
- Schmitz, Heiner (* 1979), deutscher Jazzmusiker (Saxophone, Komposition, Arrangement)
- Schmitz, Heinrich (1749–1784), deutscher Kupferstecher, Radierer und Zeichner sowie Hochschullehrer an der Kunstakademie Düsseldorf
- Schmitz, Heinrich (1812–1865), Lehrer, Lehrbuchautor und Verfechter eines staatlich-kontrollierten Schulwesens
- Schmitz, Heinrich (1890–1968), deutscher evangelischer Pfarrer, Gegner des Nationalsozialismus und NS-Opfer
- Schmitz, Heinrich (1896–1948), deutscher Mediziner
- Schmitz, Heinrich (1904–1981), deutscher Botaniker
- Schmitz, Heinrich (1907–1963), deutscher Kriminalkommissar, SS-Obersturmführer und Gestapobeamter
- Schmitz, Heinrich (1929–2000), deutscher Politiker (CDU), MdL
- Schmitz, Heinrich Walter (* 1948), deutscher Kommunikationswissenschaftler
- Schmitz, Heinz (1909–1991), deutscher Politiker (CDU), MdL
- Schmitz, Heinz (1940–1992), deutscher Architekt und Stadtplaner
- Schmitz, Heinz-Dieter (* 1950), deutscher Fußballspieler
- Schmitz, Heinz-Gerd (* 1950), deutscher Philosoph
- Schmitz, Heinz-Walter (* 1944), deutscher katholischer Kirchenmusiker, Autor und Komponist
- Schmitz, Helene (1874–1945), deutsche Politikerin (SPD), MdL
- Schmitz, Helmut (* 1956), deutscher Fußballspieler und -funktionär
- Schmitz, Hendrik (* 1978), deutscher Politiker (CDU), MdL
- Schmitz, Hennes (1907–1993), deutscher Fußballspieler
- Schmitz, Herbert (* 1940), deutscher Virologe
- Schmitz, Heribert (1929–2018), römisch-katholischer Prälat, katholischer Theologe und Kirchenrechtler
- Schmitz, Heribert (1932–2013), römisch-katholischer Priester, Domkapitular
- Schmitz, Hermann (* 1812), deutscher Genre- und Interieurmaler der Düsseldorfer Schule
- Schmitz, Hermann (1873–1952), deutscher Reichsgerichtsrat
- Schmitz, Hermann (1878–1960), deutscher Entomologe und Jesuit
- Schmitz, Hermann (1881–1960), deutscher Industrieller und Politiker (NSDAP), MdR
- Schmitz, Hermann (1882–1946), deutscher Kunsthistoriker
- Schmitz, Hermann (* 1891), deutscher Gymnasiallehrer und Althistoriker
- Schmitz, Hermann (1904–1931), deutscher Maler des Expressionismus
- Schmitz, Hermann (1928–2021), deutscher PhilosophHermann Schmitz (1928–2021)

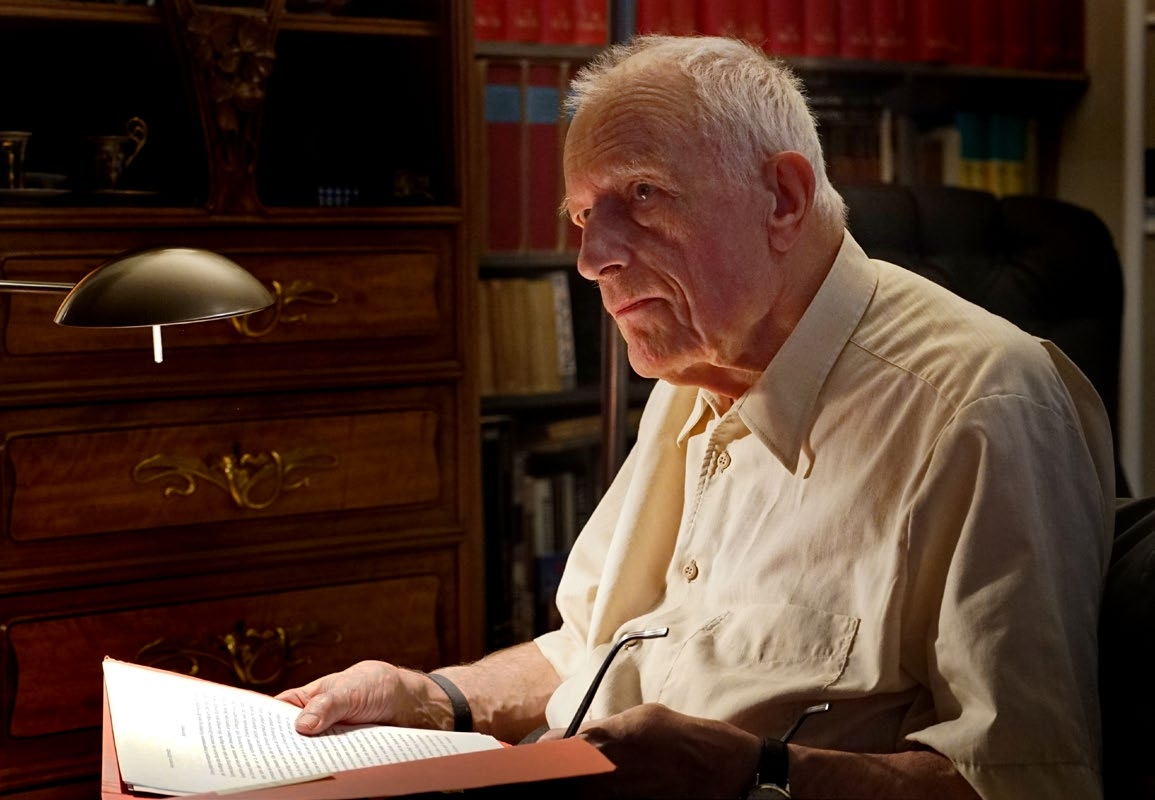
Hermann Schmitz (1928–2021)

- Schmitz, Hermann Harry (1880–1913), deutscher Autor grotesker Erzählungen und Einakter, Essayist
- Schmitz, Hermann Josef (1936–2016), deutscher Politiker (CDU), MdL
- Schmitz, Hermann Joseph (1841–1899), Weihbischof in Köln
- Schmitz, Horst (* 1963), deutscher Basketballspieler
- Schmitz, Hubert (1932–2021), deutscher Schulleiter und Gewerkschaftsfunktionär
- Schmitz, Hubert (* 1955), deutscher Fußballspieler

##### Schmitz, I
- Schmitz, Ingeborg (* 1922), deutsche Schwimmerin
- Schmitz, Ingola (* 1962), deutsche Politikerin (FDP), MdL
- Schmitz, Ingrid (* 1955), deutsche KriminalschriftstellerinIngrid Schmitz (* 1955)

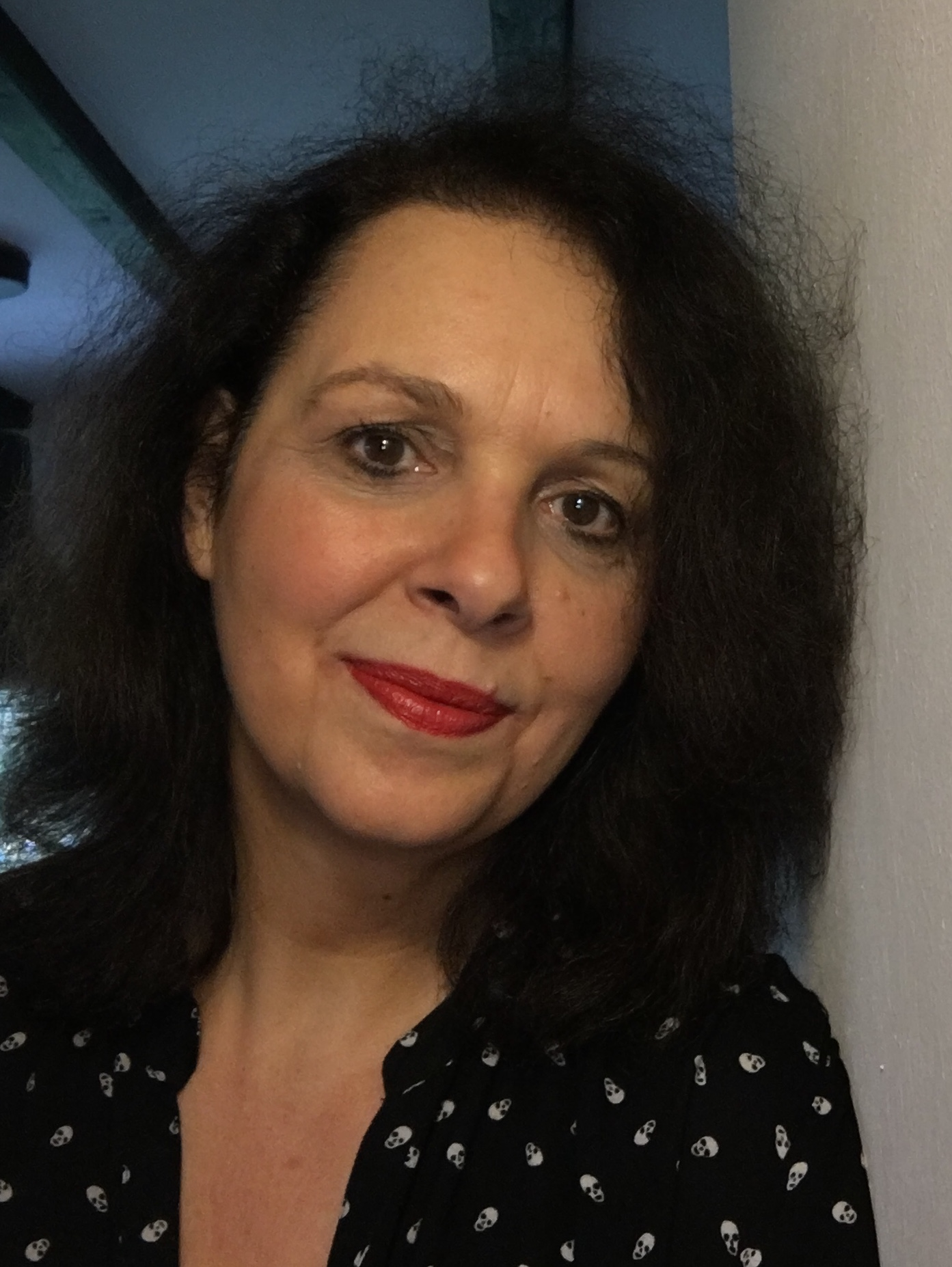
Ingrid Schmitz (* 1955)

##### Schmitz, J
- Schmitz, James H. (1911–1981), US-amerikanischer Science-Fiction-Autor
- Schmitz, Jean (1912–1999), deutscher Maler, Grafiker und Kalligraf
- Schmitz, Jean Paul (1899–1970), deutscher Maler, Zeichner und Grafiker
- Schmitz, Jean-Pierre (1932–2017), luxemburgischer Radrennfahrer
- Schmitz, Johann Jakob (1724–1810), deutscher Maler
- Schmitz, Johann Joseph (* 1784), deutscher Zeichner und Maler
- Schmitz, Johann Wilhelm (1774–1841), Priester und Kapitularvikar
- Schmitz, Johannes (1869–1957), deutscher Politiker (Zentrum), MdR
- Schmitz, Johannes (* 1987), deutscher Jazz- und Fusionmusiker (Gitarre, Komposition)
- Schmitz, John G. (1930–2001), US-amerikanischer Politiker
- Schmitz, Jörg (* 1969), deutscher Designer und Künstler
- Schmitz, Josef (1860–1936), deutscher Architekt, Professor, Baurat
- Schmitz, Josef (1925–2013), deutscher Theologe und Priester
- Schmitz, Josef (1934–2018), deutscher Pädagoge und Historiker
- Schmitz, Jupp (1901–1991), deutscher Komponist, Unterhaltungskünstler, Schlager- und KrätzchensängerJupp Schmitz (1901–1991)

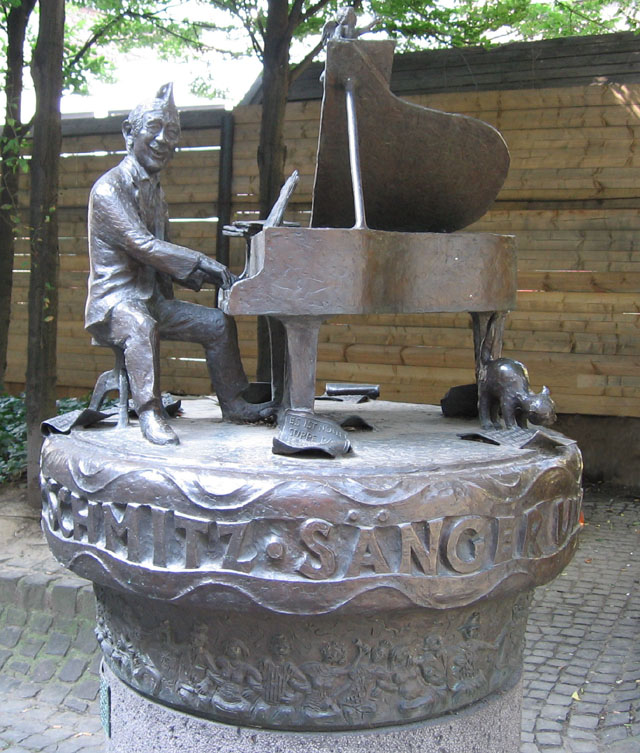
Jupp Schmitz (1901–1991)

- Schmitz, Jutta (* 1957), deutsche Diplomatin

##### Schmitz, K
- Schmitz, Kai Peter (* 1971), deutscher Fußballtrainer
- Schmitz, Karl (1807–1882), deutscher Kaufmann, Bürgermeister der Stadt Mainz
- Schmitz, Karl (1881–1955), deutscher Politiker (Zentrum), MdR
- Schmitz, Karl (1924–1981), deutscher Fußballspieler und -trainer
- Schmitz, Karl Theodor (1905–1969), deutscher Politiker (CDU)
- Schmitz, Karl-Bernhard (* 1936), deutscher Jurist, Richter am Bundesgerichtshof
- Schmitz, Karl-Heinz (1932–2016), deutscher Politiker (CDU), MdA, MdB
- Schmitz, Karl-Heinz (* 1949), deutscher Architekt
- Schmitz, Katharina (* 1986), deutsche Maschinenbauingenieurin
- Schmitz, Katja (* 1973), deutsche Schauspielerin
- Schmitz, Klaus Peter (1944–2020), deutscher Autor und Heimatforscher
- Schmitz, Klaus-Dirk (* 1951), deutscher Computerlinguist und Terminologe
- Schmitz, Klaus-Peter (* 1946), deutscher Ingenieurwissenschaftler und Professor für Biomedizinische Technik
- Schmitz, Kurt (1929–2003), deutscher Politiker (SPD), Oberbürgermeister von Bottrop

##### Schmitz, L
- Schmitz, Leonhard (1807–1890), deutscher Althistoriker und Klassischer Philologe
- Schmitz, Lisa (* 1992), deutsche FußballspielerinLisa Schmitz (* 1992)

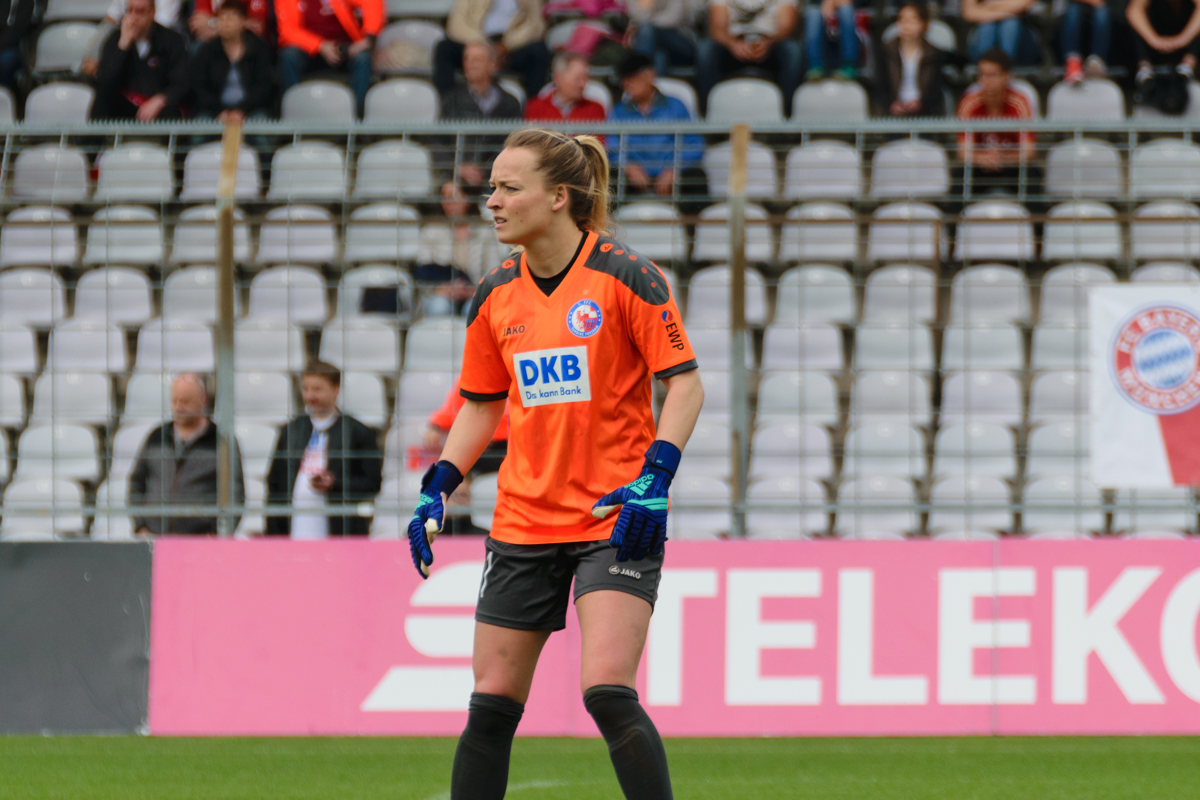
Lisa Schmitz (* 1992)

- Schmitz, Lucas (* 1994), deutscher Politiker (CDU)
- Schmitz, Lucia (* 2000), deutsche Eishockeyspielerin
- Schmitz, Ludwig (1845–1917), deutscher Landgerichtspräsident und Politiker
- Schmitz, Ludwig (1884–1954), deutscher Schauspieler
- Schmitz, Luise (* 1930), deutsche Badmintonspielerin
- Schmitz, Lukas (* 1988), deutscher Fußballspieler

##### Schmitz, M
- Schmitz, Manfred (1939–2014), deutscher Komponist und Pianist
- Schmitz, Marc (1963–2023), deutscher Künstler
- Schmitz, Marco (* 1979), deutscher Politiker (CDU), MdL
- Schmitz, Maria (1858–1945), deutsche Schriftstellerin
- Schmitz, Maria (1875–1962), deutsche Politikerin (Deutsche Zentrumspartei)
- Schmitz, Markus (1963–2009), deutscher Philosoph und Hochschullehrer
- Schmitz, Markus (* 1973), deutscher Manager
- Schmitz, Martin (* 1956), deutscher Verleger und Dozent
- Schmitz, Maurice (* 1998), deutscher Reality-TV Darsteller und Influencer
- Schmitz, Max (* 1936), deutscher Bildhauer
- Schmitz, Melanie, rechtsextreme Aktivistin
- Schmitz, Michael (* 1949), deutscher Agrarökonom
- Schmitz, Michael (* 1954), deutscher Psychologe und Hochschullehrer
- Schmitz, Michael Hubert (1830–1898), deutscher Glasmaler
- Schmitz, Mike (* 1974), römisch-katholischer Priester, Webvideoproduzent und Redner
- Schmitz, Mike (* 1995), deutscher Eishockeyspieler

##### Schmitz, N
- Schmitz, Nela (* 1985), deutsche Schauspielerin
- Schmitz, Nils Owen (* 2001), deutscher Basketballspieler
- Schmitz, Nina (* 1968), deutsche Künstlerin
- Schmitz, Norbert (* 1933), deutscher Physiker
- Schmitz, Norbert (* 1939), deutscher Mathematiker
- Schmitz, Norbert (1958–1998), deutscher Fußballspieler

##### Schmitz, O
- Schmitz, Oliver (* 1960), südafrikanischer Regisseur und Drehbuchautor
- Schmitz, Oliver J. (* 1968), deutscher Analytischer Chemiker
- Schmitz, Oscar A. H. (1873–1931), deutscher Schriftsteller
- Schmitz, Oskar (* 1916), deutscher Lagerältester im KZ Bergen-BelsenOskar Schmitz (* 1916)

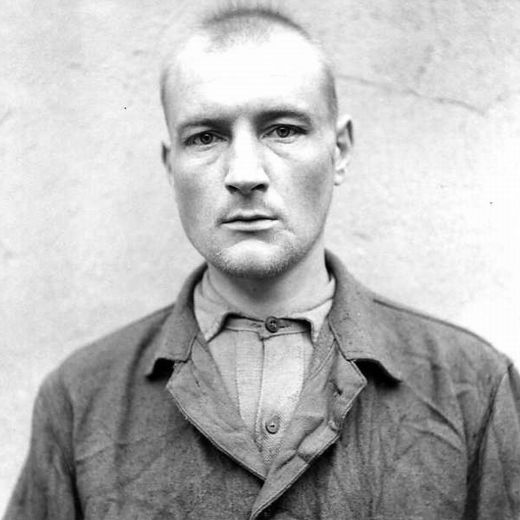
Oskar Schmitz (* 1916)

- Schmitz, Otto (1883–1942), deutscher Verwaltungsjurist und Politiker

##### Schmitz, P
- Schmitz, Patrick Ludovicus (* 1978), deutscher Schauspieler, Sänger, Synchronsprecher und Regisseur
- Schmitz, Patrick W., deutscher Wirtschaftswissenschaftler und Hochschullehrer
- Schmitz, Paul (1898–1992), deutscher Dirigent
- Schmitz, Paul (1920–1993), deutscher Politiker (CDU), MdL
- Schmitz, Paul August (1903–1948), deutscher Journalist und Nahostexperte
- Schmitz, Peter (1887–1938), belgischer Schriftsteller, Journalist, Kunsthändler und Geheimagent aus dem Grenzgebiet Eupen-Malmedy
- Schmitz, Peter (1923–2006), deutscher Schauspieler bei Bühne, Film und Fernsehen
- Schmitz, Peter (* 1955), deutscher Politiker (FDP), MdL
- Schmitz, Peter Josef (1879–1944), deutscher Politiker, Oberbürgermeister von Düren (1933–1942)
- Schmitz, Petra (* 1972), belgische Politikerin (ProDG)
- Schmitz, Philipp (1824–1887), deutscher Porträt- und Genremaler der Düsseldorfer Schule
- Schmitz, Philipp (1935–2015), deutscher katholischer Jesuit und Moraltheologe

##### Schmitz, Q
- Schmitz, Quirino Adolfo (1918–2007), brasilianischer Ordensgeistlicher, römisch-katholischer Bischof von Teófilo Otoni

##### Schmitz, R
- Schmitz, Rafael (* 1980), brasilianischer Fußballspieler
- Schmitz, Rainer (* 1950), deutscher Journalist und Buchautor
- Schmitz, Rainer Theodor (1965–2022), deutscher Komponist und Kirchenmusiker
- Schmitz, Ralf (* 1974), deutscher Comedian und SchauspielerRalf Schmitz (* 1974)

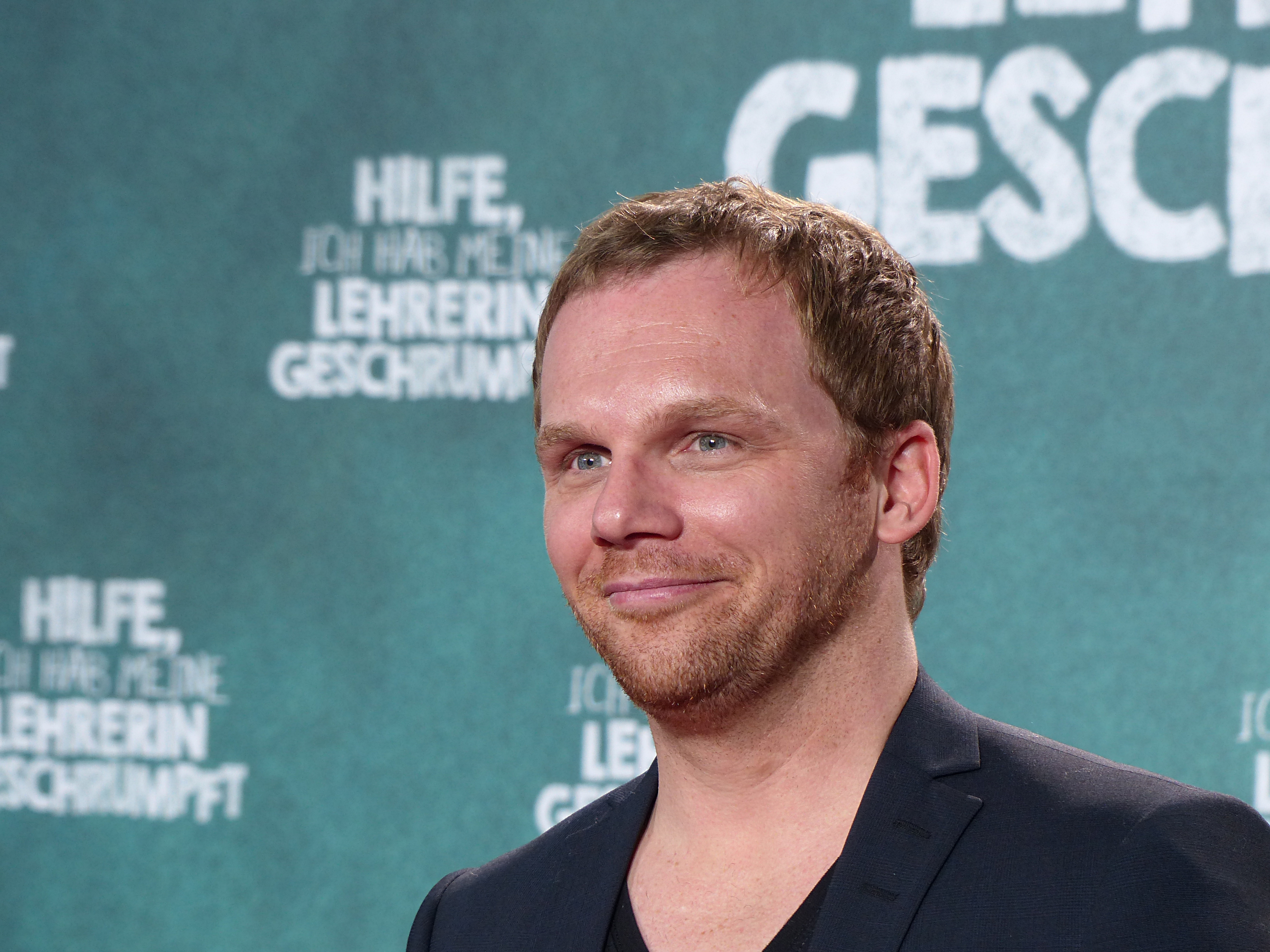
Ralf Schmitz (* 1974)

- Schmitz, Reiner (* 1947), deutscher Schulleiter und ehemaliger Staatsrat
- Schmitz, Reinhard (* 1951), deutscher Fußballspieler
- Schmitz, Richard (1885–1954), österreichischer Politiker (CS, VF), Abgeordneter zum Nationalrat
- Schmitz, Richard (* 1937), deutscher Hotelier
- Schmitz, Richard (* 1940), österreichischer Politiker (ÖVP) und Moderator
- Schmitz, Robby (1925–2005), deutscher Jazz- und Unterhaltungsmusiker
- Schmitz, Robert (* 1963), deutscher Fußballspieler
- Schmitz, Roland (* 1959), deutscher Strafrechtler
- Schmitz, Rolf (* 1949), deutscher Flottillenadmiral
- Schmitz, Rolf Martin (* 1957), deutscher Manager
- Schmitz, Ronaldo (* 1938), deutscher Wirtschaftsmanager
- Schmitz, Roswitha (* 1957), deutsche Tischtennisspielerin
- Schmitz, Rudolf (1918–1992), deutscher Pharmaziehistoriker
- Schmitz, Rudolf Michael (* 1957), deutscher römisch-katholischer Priester

##### Schmitz, S
- Schmitz, Sabine (1969–2021), deutsche Autorennfahrerin und FernsehmoderatorinSabine Schmitz (1969–2021)

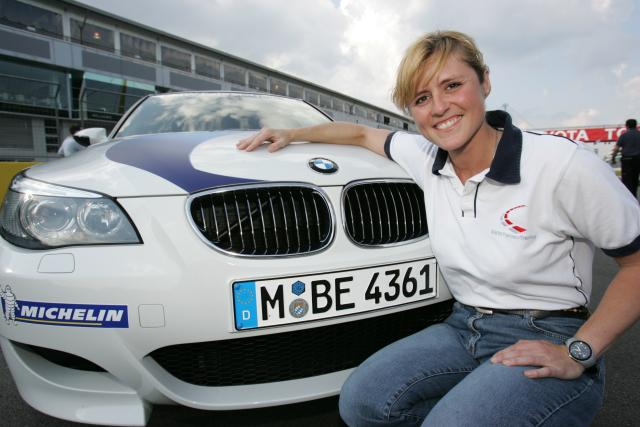
Sabine Schmitz (1969–2021)

- Schmitz, Sarah (* 1985), deutsche Fußballspielerin
- Schmitz, Sarah (* 1995), deutsche Fußballspielerin
- Schmitz, Sarah (* 1998), deutsche Leichtathletin
- Schmitz, Sigrid (* 1961), deutsche Biologin
- Schmitz, Simon (* 1990), deutscher Basketballspieler
- Schmitz, Stefan (* 1943), deutscher katholischer Theologe
- Schmitz, Stefan (* 1954), deutscher Architekt und Stadtplaner
- Schmitz, Stefan (* 1958), deutscher Geowissenschaftler
- Schmitz, Stefan (* 1971), deutscher Radrennfahrer
- Schmitz, Sybille (1909–1955), deutsche SchauspielerinSybille Schmitz (1909–1955)

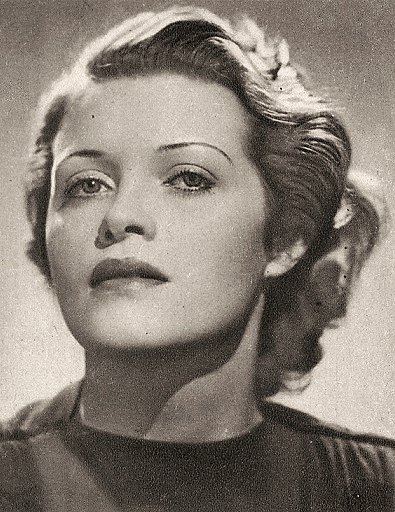
Sybille Schmitz (1909–1955)

##### Schmitz, T
- Schmitz, Tanja (* 1973), deutsche Schauspielerin, Dialogbuchautorin, Dialogregisseurin und Synchronsprecherin
- Schmitz, Tara (* 1998), deutsche Eishockeyspielerin
- Schmitz, Thomas (* 1971), deutscher Organist und Musikpädagoge
- Schmitz, Thomas (* 1978), deutscher Cellist und Hochschullehrer
- Schmitz, Thomas A. (* 1963), deutscher Klassischer Philologe
- Schmitz, Thorsten (* 1966), deutscher Journalist
- Schmitz, Tilo (* 1959), deutscher Synchronsprecher
- Schmitz, Tobias (* 1983), deutscher Musiker, Komponist und Produzent
- Schmitz, Tobias (* 1997), deutscher Eishockeyspieler
- Schmitz, Torsten (* 1964), deutscher Amateurboxer und Trainer

##### Schmitz, U
- Schmitz, Ulrich (* 1948), deutscher Linguist
- Schmitz, Uwe (* 1960), deutscher Politiker (parteilos)

##### Schmitz, V
- Schmitz, Volker G. (* 1961), deutscher Fernsehmoderator

##### Schmitz, W
- Schmitz, Walter (* 1934), deutscher Offizier, zuletzt Generalleutnant der Bundeswehr
- Schmitz, Walter (* 1953), deutscher Germanist
- Schmitz, Werner (1919–1981), deutscher Literaturwissenschaftler
- Schmitz, Werner (1921–1977), deutscher Offizier, zuletzt Generalleutnant der Bundeswehr
- Schmitz, Werner (* 1948), deutscher Schriftsteller
- Schmitz, Werner (* 1953), deutscher Übersetzer
- Schmitz, Werner (* 1969), deutscher Fußballspieler
- Schmitz, Wilhelm (1828–1898), deutscher klassischer Philologe und Gymnasialdirektor
- Schmitz, Wilhelm (1831–1887), deutscher Kaufmann
- Schmitz, Wilhelm (1864–1944), deutscher Architekt, Dombaumeister in Trier und Metz
- Schmitz, Wilhelm (1869–1936), Abgeordneter des Nassauischen Kommunallandtags sowie des Provinziallandtags der Provinz Hessen-Nassau
- Schmitz, Wilhelm (* 1927), deutscher Politiker (CDU)
- Schmitz, Wilhelm Ludolf (1899–1973), deutscher Physiker und Pionier des Amateurfunks
- Schmitz, Wilhelm-Heinrich (1903–1968), deutscher Kriminalist, SS-Führer, Gestapo-Beamter
- Schmitz, Winfried (* 1958), deutscher Althistoriker
- Schmitz, Wolfgang (1923–2008), österreichischer Politiker (ÖVP)
- Schmitz, Wolfgang (1934–2017), deutscher Künstler
- Schmitz, Wolfgang (* 1937), deutscher Geologe und Politiker (CDU), MdL
- Schmitz, Wolfgang (* 1948), deutscher Journalist und WDR-Hörfunkdirektor
- Schmitz, Wolfgang (* 1948), deutscher Politiker (CDU), MdL
- Schmitz, Wolfgang (* 1949), deutscher Bibliothekar, Bibliothekswissenschaftler und Hochschullehrer

#### Schmitz-

##### Schmitz-A
- Schmitz-Aufterbeck, Michael (* 1955), deutscher Dramaturg und Theaterintendant
- Schmitz-Avila, Julian (* 1986), deutscher Kunst- und Antiquitätenhändler

##### Schmitz-B
- Schmitz-Bellinger, Friedrich (1891–1947), deutscher Maler

##### Schmitz-C
- Schmitz-Cliever, Egon (1913–1975), deutscher Arzt und Medizinhistoriker

##### Schmitz-E
- Schmitz-Eggen, Lars (* 1965), deutscher Autor und Journalist
- Schmitz-Ehmke, Ruth (1925–2007), deutsche Kunsthistorikerin und Denkmalpflegerin
- Schmitz-Emans, Monika (* 1956), deutsche Komparatistin und Literaturwissenschaftlerin
- Schmitz-Esser, Claudia (* 1983), österreichische Autorin und Künstlerin
- Schmitz-Esser, Romedio (* 1978), deutscher Historiker und KulturwissenschaftlerRomedio Schmitz-Esser (* 1978)

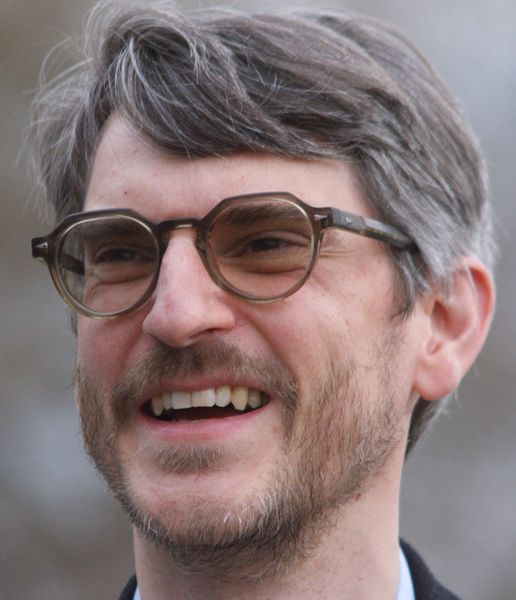
Romedio Schmitz-Esser (* 1978)

##### Schmitz-F
- Schmitz-Feuerhake, Inge (* 1935), deutsche Physikerin

##### Schmitz-G
- Schmitz-Gohr, Else (1901–1987), deutsche Komponistin, Pianistin, Hochschullehrerin
- Schmitz-Grollenburg, Franz Edmund Josef von (1776–1844), deutscher Reichsfreiherr und Diplomat, preußischer Regierungspräsident
- Schmitz-Grollenburg, Philipp Moritz von (1765–1849), württembergischer Diplomat

##### Schmitz-H
- Schmitz-Helbig, Josef (1921–2008), deutscher Architekt
- Schmitz-Herscheidt, Fabian (* 1977), deutscher Jurist, Richter am Bundesfinanzhof
- Schmitz-Hübsch, Brita (* 1942), deutsche Politikerin (CDU), MdL
- Schmitz-Hübsch, Otto (1868–1950), deutscher Obstbaupionier und Züchter

##### Schmitz-I
- Schmitz-Imhoff, Käthe (1893–1985), deutsche Figurenmalerin und Grafikerin

##### Schmitz-J
- Schmitz-Jersch, Friedhelm (* 1947), deutscher Jurist, Staatssekretär (Brandenburg)

##### Schmitz-K
- Schmitz-Kaiser, Manfred (* 1951), deutscher Rechtsanwalt, Mitglied des Vorstands der L-Bank
- Schmitz-Kallenberg, Ludwig (1867–1937), deutscher Historiker, Hochschullehrer sowie Direktor des Staatsarchivs Münster
- Schmitz-Köster, Dorothee (* 1950), deutsche Autorin und Journalistin
- Schmitz-Kuhl, Martin (* 1970), deutscher Journalist, Autor und Herausgeber

##### Schmitz-M
- Schmitz-Moormann, Karl (1928–1996), deutscher Philosoph und katholischer Theologe
- Schmitz-Moormann, Paul (* 1930), deutscher Pathologe und Hochschullehrer
- Schmitz-Moormann, Paul (* 1975), deutscher DJ sowie Acid-House- und Trance-Musiker
- Schmitz-Morkramer, Carl (1905–1973), deutscher Jurist und Bankmanager
- Schmitz-Morkramer, Caspar (* 1973), deutscher ArchitektCaspar Schmitz-Morkramer (* 1973)

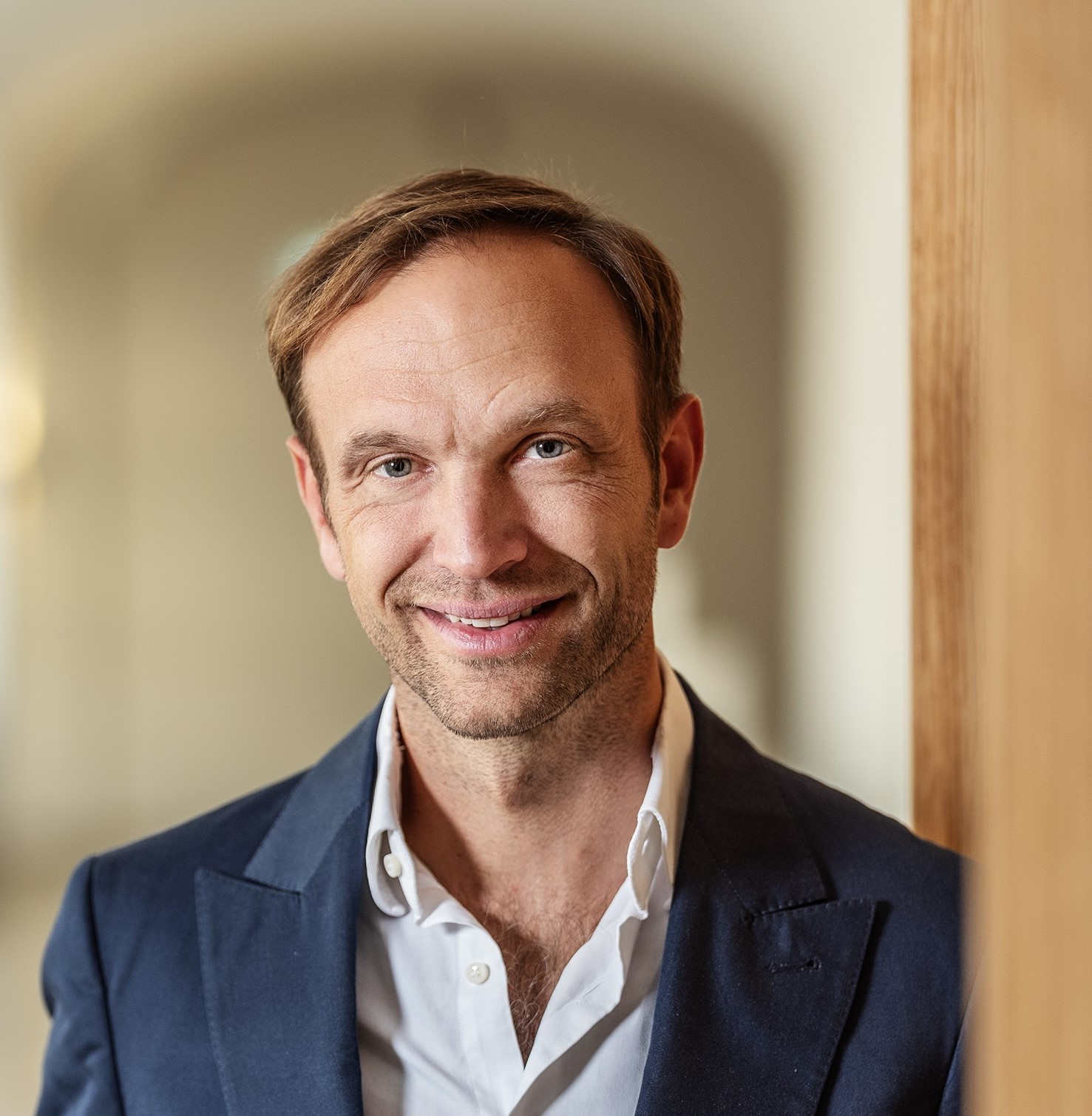
Caspar Schmitz-Morkramer (* 1973)

##### Schmitz-P
- Schmitz-Pleis, Carl (1877–1943), deutscher Maler
- Schmitz-Portz, Marlene (* 1938), deutsche Leichtathletin

##### Schmitz-R
- Schmitz-Rode, Thomas (* 1958), deutscher Radiologe und Medizintechniker

##### Schmitz-S
- Schmitz-Scherzer, Reinhard (1938–2016), deutsch-schweizerischer Gerontologe, Hochschullehrer und Autor
- Schmitz-Schmelzer, Harald (1953–2019), deutscher Maler und Objektkünstler
- Schmitz-Scholemann, Christoph (* 1949), deutscher Arbeitsrichter, Autor und Übersetzer
- Schmitz-Scholl, Karl junior (1896–1969), deutscher Unternehmer
- Schmitz-Scholl, Karl senior (1868–1933), deutscher Unternehmer
- Schmitz-Schweicker, Hedwig, deutsche Sängerin
- Schmitz-Steinberg, Christian (1920–1981), deutscher Jazzmusiker, Arrangeur und Komponist
- Schmitz-Steinkrüger, Wilhelm (1909–1994), deutscher Künstler, Mosaikkünstler und Glasmaler
- Schmitz-Streit, Ruth (* 1965), deutsche Mikrobiologin und Hochschullehrerin

##### Schmitz-V
- Schmitz-Veltin, Wilhelm (1907–1968), deutscher Museumsleiter und Bibliotheksleiter
- Schmitz-Voigt, Paul (1886–1966), deutscher Polizist und SS-Führer

##### Schmitz-W
- Schmitz-Wiedenbrück, Hans (1907–1944), deutscher Maler

#### Schmitzb
- Schmitzberger, Helmut (* 1950), österreichischer Komponist und Dirigent
- Schmitzberger, Johannes (1630–1683), römisch-katholischer Weihbischof in Wien
- Schmitzberger, Josef (* 1851), deutscher Jagd-, Tier- und Landschaftsmaler

#### Schmitze
- Schmitzer, Jiří (* 1949), tschechischer Schauspieler und Musiker
- Schmitzer, Karl (1926–2011), österreichischer Politiker (ÖVP), Abgeordneter zum Nationalrat
- Schmitzer, Renate (1941–2019), deutsche Kostümbildnerin
- Schmitzer, Stefan (* 1979), österreichischer Schriftsteller
- Schmitzer, Ulrich (* 1960), deutscher Altphilologe
- Schmitzer, Ulrike (* 1967), österreichische Schriftstellerin